# Arquitectura de la Provenza
La arquitectura de la Provenza incluye una rica colección de monumentos del Imperio Romano,  monasterios cistercienses del Período románico ,  palacios e iglesias medievales; fortificaciones de la época de  Luis XIV, así como numerosos pueblos sentados en colinas y finas iglesias. Provenza fue una región muy pobre después del siglo XVIII, pero en el siglo XX hubo una reactivación económica y se convirtió en el sitio de uno de los edificios más influyentes del siglo XX, el Unité d'Habitation del arquitecto Le Corbusier en Marsella.
Provenza, en la esquina sureste de Francia, se define generalmente como los departamentos franceses de  Var, Bouches-du-Rhône, Vaucluse, y parte de Alpes-de-Haute-Provence y Alpes-Maritimes. El Condado original de Provence se extendía desde la orilla oeste del Río Ródano a la orilla oriental de la río Var, a orillas del Condado de Niza. La Provenza cultural e históricamente extendió hacia el oeste de la Gard a Nîmes y al río Vidourle.

## Prehistoria y sitios antiguos en Provenza (27000 a.C.-sigloIIa.C.)

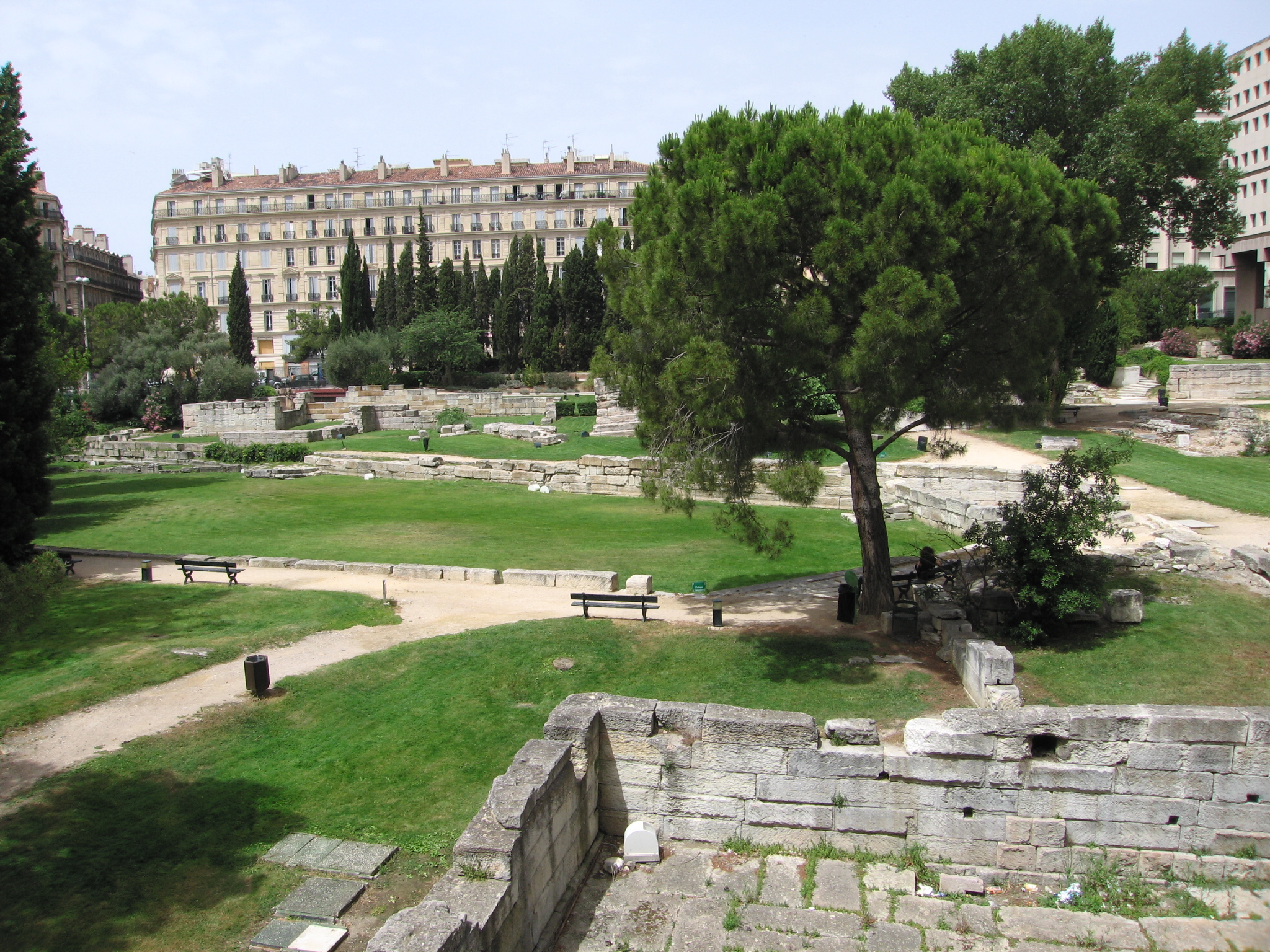
El jardin des Vestiges en Marsella, con restos de la antigua ciudad portuaria Focia de Massalia, descubierta en 1967 durante trabajos de construcción.

Restos de un asentamiento  prehistórico, que data de entre 27000 y 19000 a. C. fueron encontrados por buzos en 1991 en la Cueva Cosquer, una cueva submarina en una cala en la costa cercana a Marsella.
Un sitio neolítico que data del 6000 a. C. fue descubierto en Marsella, cerca de la estación de tren de Saint Charles en curso, que tiene restos de murallas de barro cocido con agujeros para postes, así como herramientas.
Marsella fue fundada en el 546 a. C. por colonos griegos procedentes de la ciudad de Focea (actualmente Foça, en la actual Turquía) en la costa egea de Asia Menor, que huían de una invasión de los pueblo persa. Llamaron a su asentamiento Massalia.
La huella del asentamiento original se ha encontrado en el lado oeste de la colina de Saint-Laurent en Marsella. El asentamiento original se extendía al este hacia el otero des Moulins y finalmente hacia la colina des Carmes, que abarca alrededor de cincuenta hectáreas. El tamaño del asentamiento original no fue superado hasta el siglo XVII.
Los restos de las antiguas fortificaciones focias de Massalia que datan de finales del siglo séptimo antes de Cristo se puede ver en el Jardin des Vestiges y en el otero des Carmes. En el siglo segundo antes de Cristo se reconstruyó todo el sistema de fortificaciones en piedra caliza rosa. Las partes de las murallas aún se pueden ver en el Jardín de los vestigios.
Según el historiador Estrabón y otras fuentes antiguas, la ciudad de Massalia tenía templos para Apolo y Artemisa, pero no hay rastros de ellos en la actualidad. La única estructura que queda de la antigua Massalia son las bodegas de Saint-Sauveur, cerca de la Place de Lenche en Marsella. Es probable que sirvió ya sea como un granero o un arsenal.
Los Foceanos, también establecieron colonias en Niza, Arlés, Cannes y al sur de  Nimes. Más tarde, la región fue habitada también por celtas, que también eran conocidos como los ligures ocelto-ligures. que construyeron los  oppida, o fuertes. Poco rastro queda de su arquitectura.

## Monumentos romanos en la Provenza (20a.C.-476d.C.)

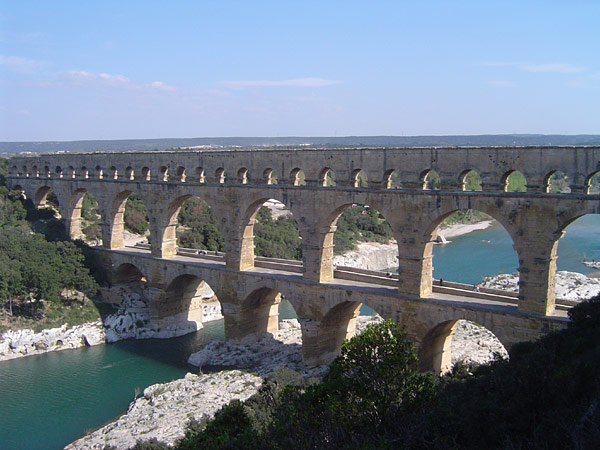
Pont du Gard, primer siglo antes de Cristo.

En el siglo II a. C., los romanos comenzaron la conquista de la región, el envío de tropas que derrotaron a los ligures, destruyendo sus fortalezas. En el año 123 a. C. los romanos fundaron Aix-en-Provence, y dos años más tarde comenzó una nueva ciudad en  Nemausa La colonia romana conocida como Provincia, se organizó en alrededor de 120 a. C. Una calzada romana, la vía Domitia, el nombre de cónsul romano Cneo Domicio Enobarbo, fue construida para unir Roma con los Pirineos, siguiendo la ruta del Camino viejo griego de Hércules. Esto condujo a una gran expansión del comercio en la región.
En el siglo I a. C., legión romana s completó la conquista de la Galia y comenzó a construir ciudades, arcos triunfales, anfiteatros, Teatros,  Baños y acueductos en la Provenza.
El acueducto romano de Pont du Gard (siglo I d. C.), construido durante la época del emperador Claudio, es uno de los ejemplos más impresionantes de la ingeniería civil romana. Cincuenta metros por encima del río Gard, es el acueducto romano más alto existente. El acueducto llevaba el agua a una distancia de cincuenta kilómetros.
El Arco de triunfo de Orange en  Orange, Vaucluse, fue probablemente construido en honor a los veteranos de la legión en 20 a. C., durante la época del emperador Augusto, y se dedicó más tarde al emperador Tiberio. Fue diseñado para mostrar a los viajeros a la nueva provincia romana de la superioridad y el poder de Roma.

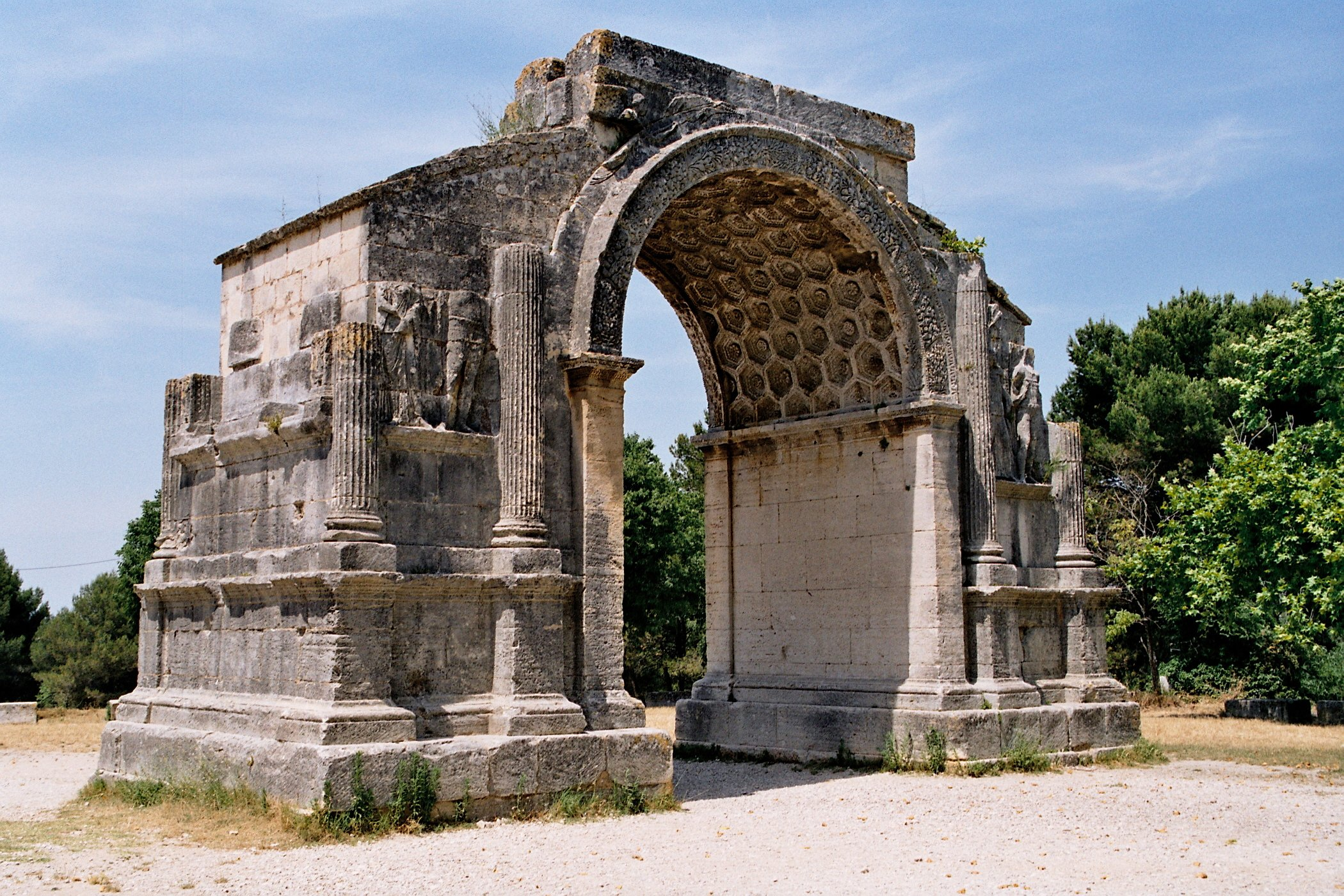
Arco triunfal en Glanum (25).

El arco de triunfo, cerca de la ciudad romana de Glanum, a las afueras de Saint-Rémy-de-Provence, muestra los soldados romanos que conducían prisioneros derrotados. Fue construido entre 10 y 25 dC, poco después que los romanos habían conquistado la ciudad, que fue habitada por celto-ligures. Glanum fue destruido en el 260 dC por los alamanes, una tribu germánica, cuando el Imperio Romano empezó a desmoronarse.

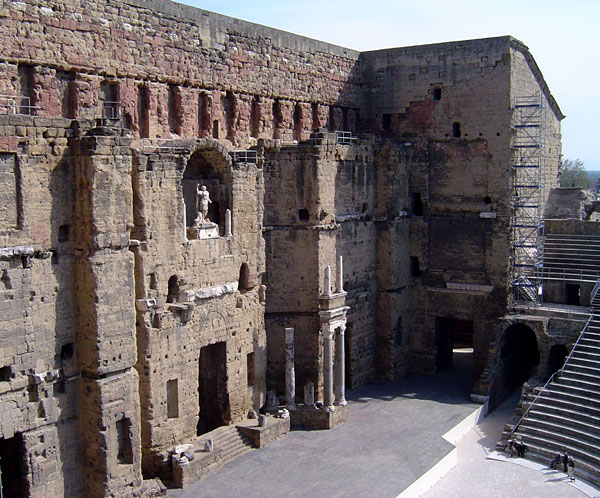
El Teatro romano en Orange, Vaucluse.

El teatro romano de Orange, en el departamento de Vaucluse, fue construido por el emperador Augusto a principios del siglo I a. C., y es uno de los teatros romanos mejor conservados de Europa. Fue cerrado por las autoridades de la Iglesia cristiana en el año 391 a causa de su "espectáculo de barbarie", y no volvió a abrir hasta el siglo XIX. Hoy en día se celebran en él festivales de música y teatro.

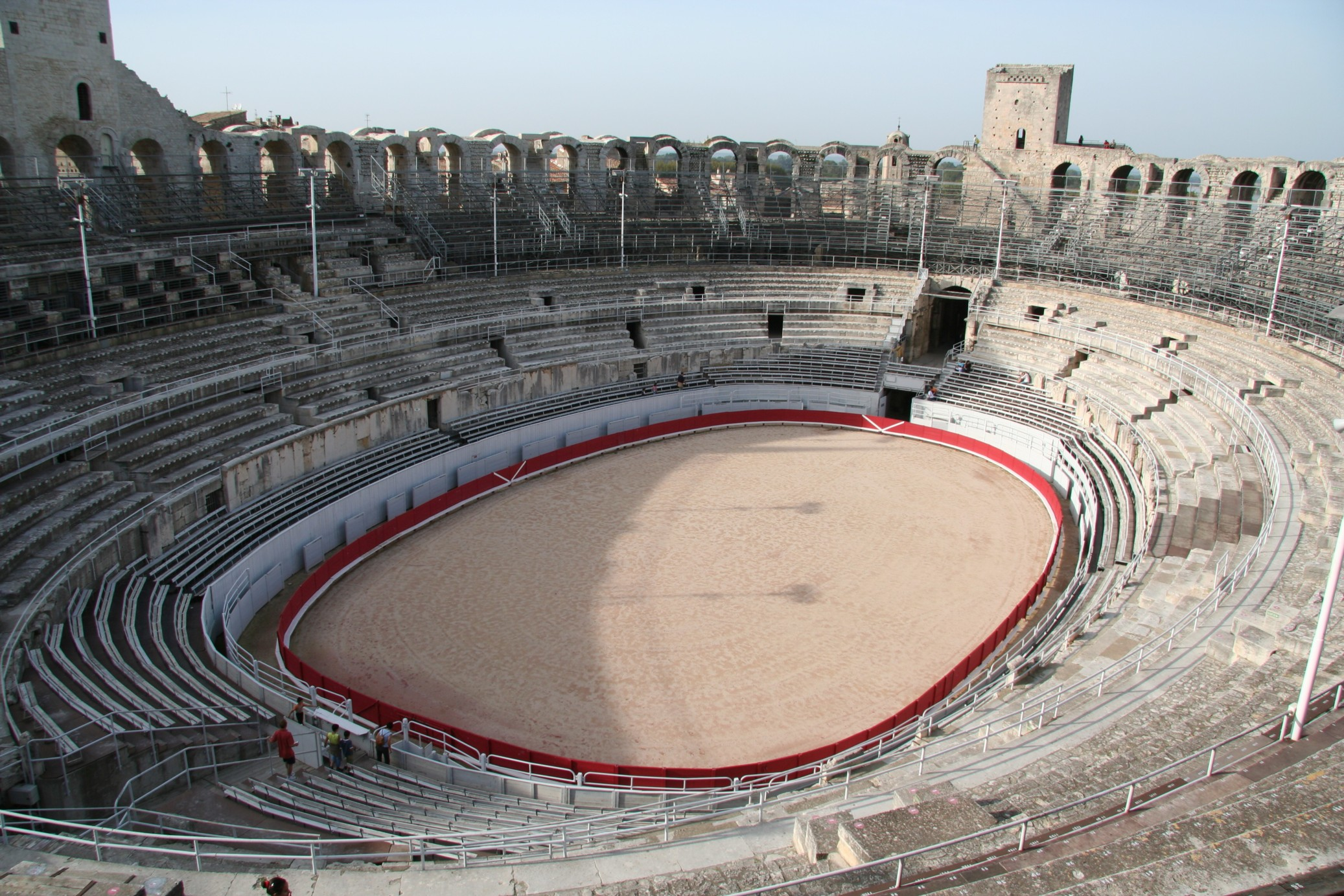
El Anfiteatro romano en Arlés.

El anfiteatro en Arlés fue construido en los siglos I y II d. C., cuando Arlés fue la capital romana de la Provenza. Se utilizó para el combate por los gladiadores y otros espectáculos. Tiene un diámetro de 102 metros, y podría celebrar doce mil espectadores.

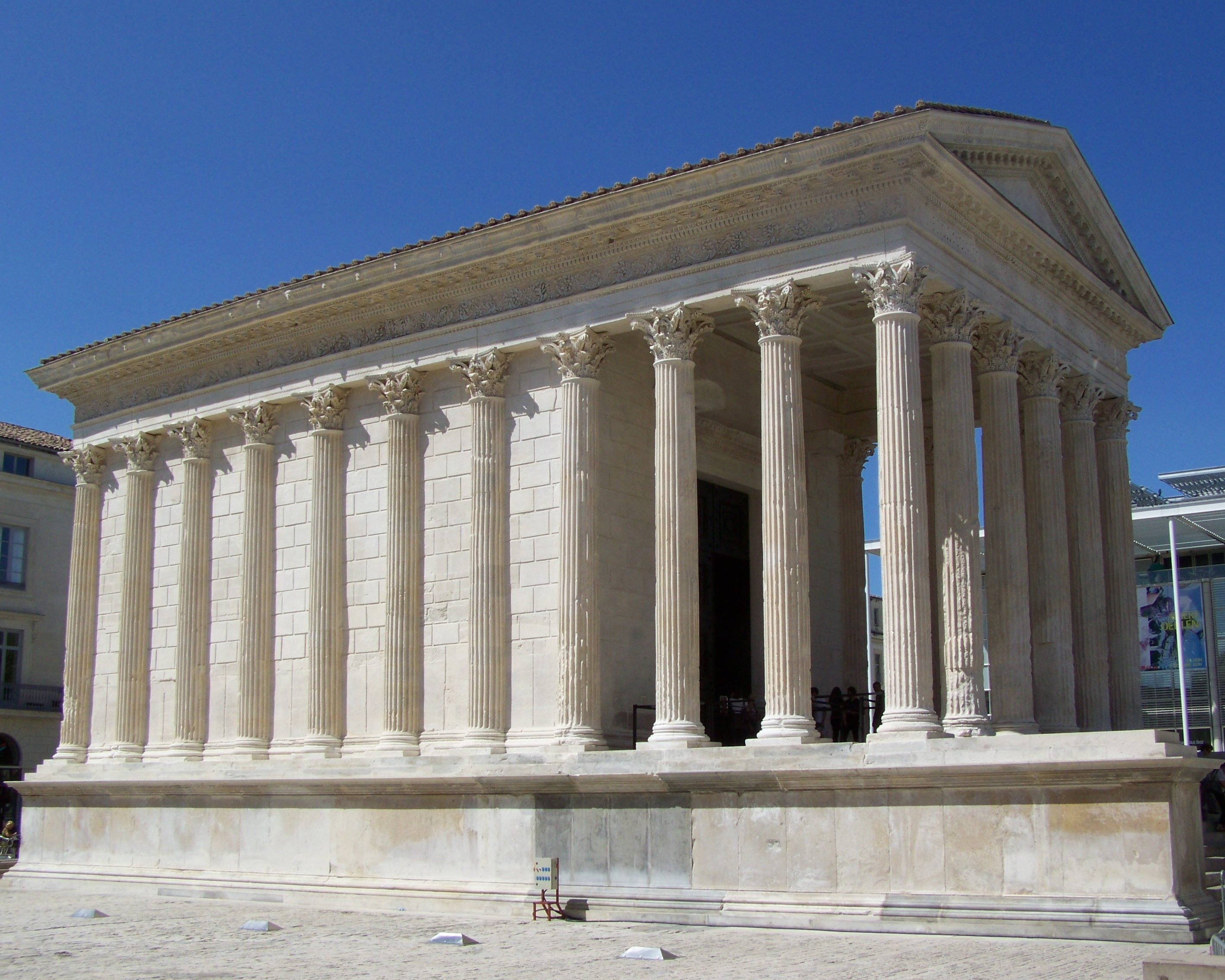
La Maison Carrée, Nimes (16-19)

La Maison Carrée en Nimes, construida en el 16-19 a. C., es uno de los templos romanos mejor conservados del antiguo Imperio Romano. Sobrevivió intacta porque fue convertido en iglesia cristiana en el siglo cuarto d. C. Fue construido según los principios de Vitruvio, el jefe teórico de la arquitectura romana. En el siglo XIX, fue elegida como modelo para la iglesia de la Madeleine en París.

## La arquitectura románica en Provenza (SiglosV-XIII)

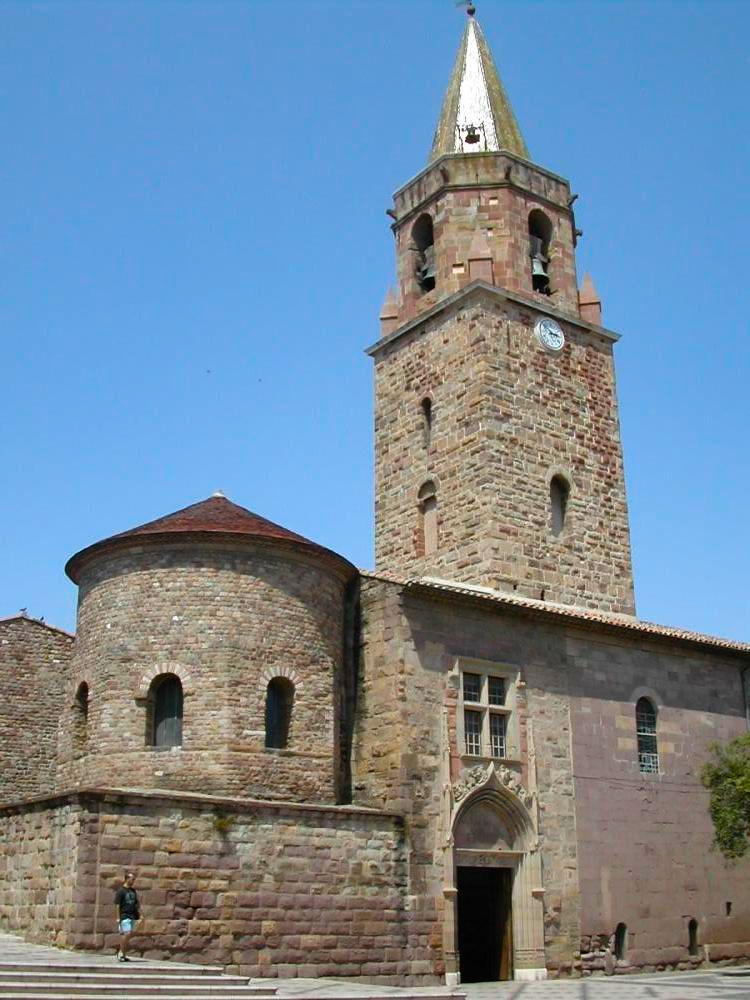
Baptisterio de la Catedral de Saint-Léonce in Frejus.

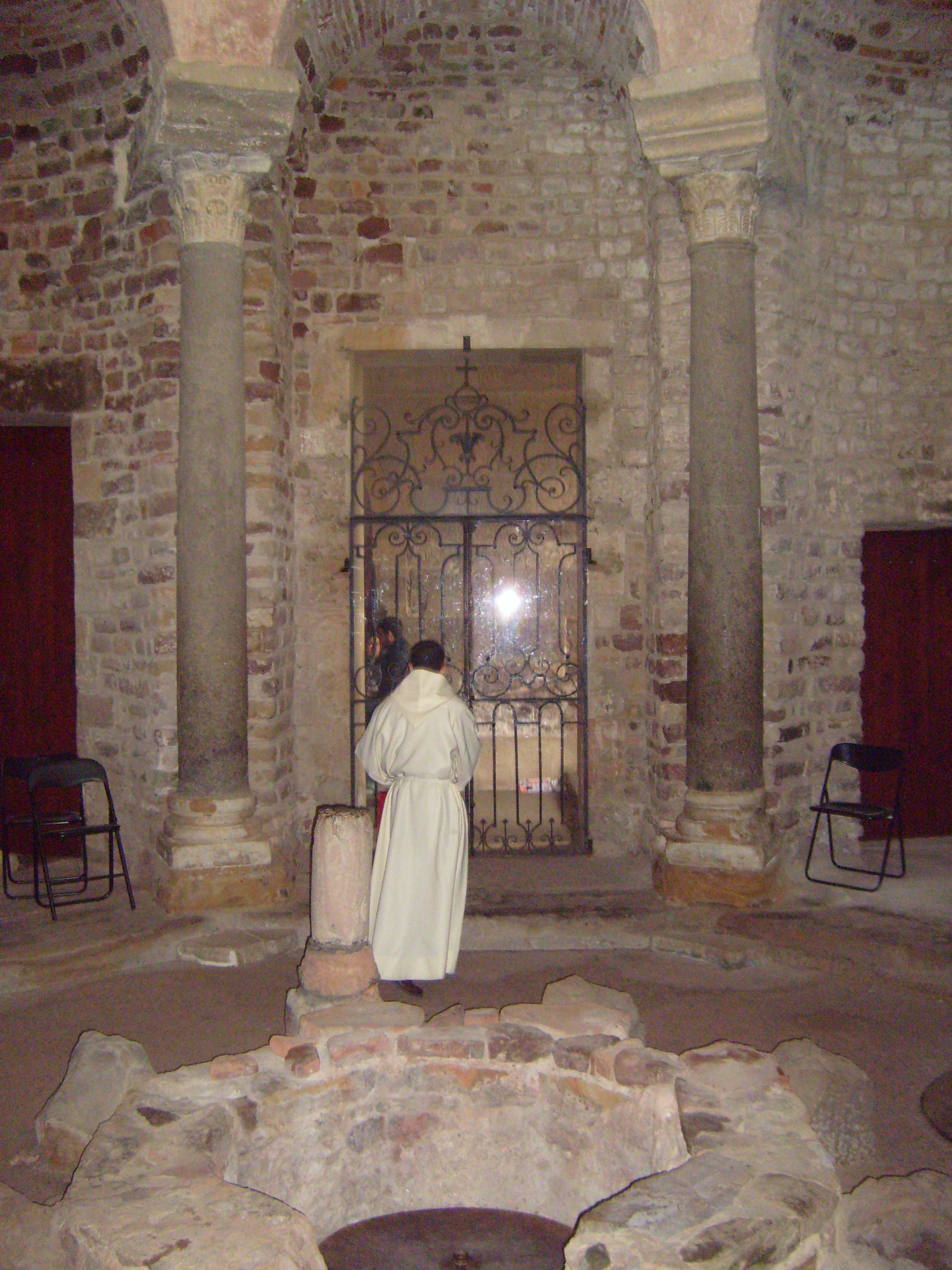
Baptisterio de la Catedral de Frejus todavía en uso.

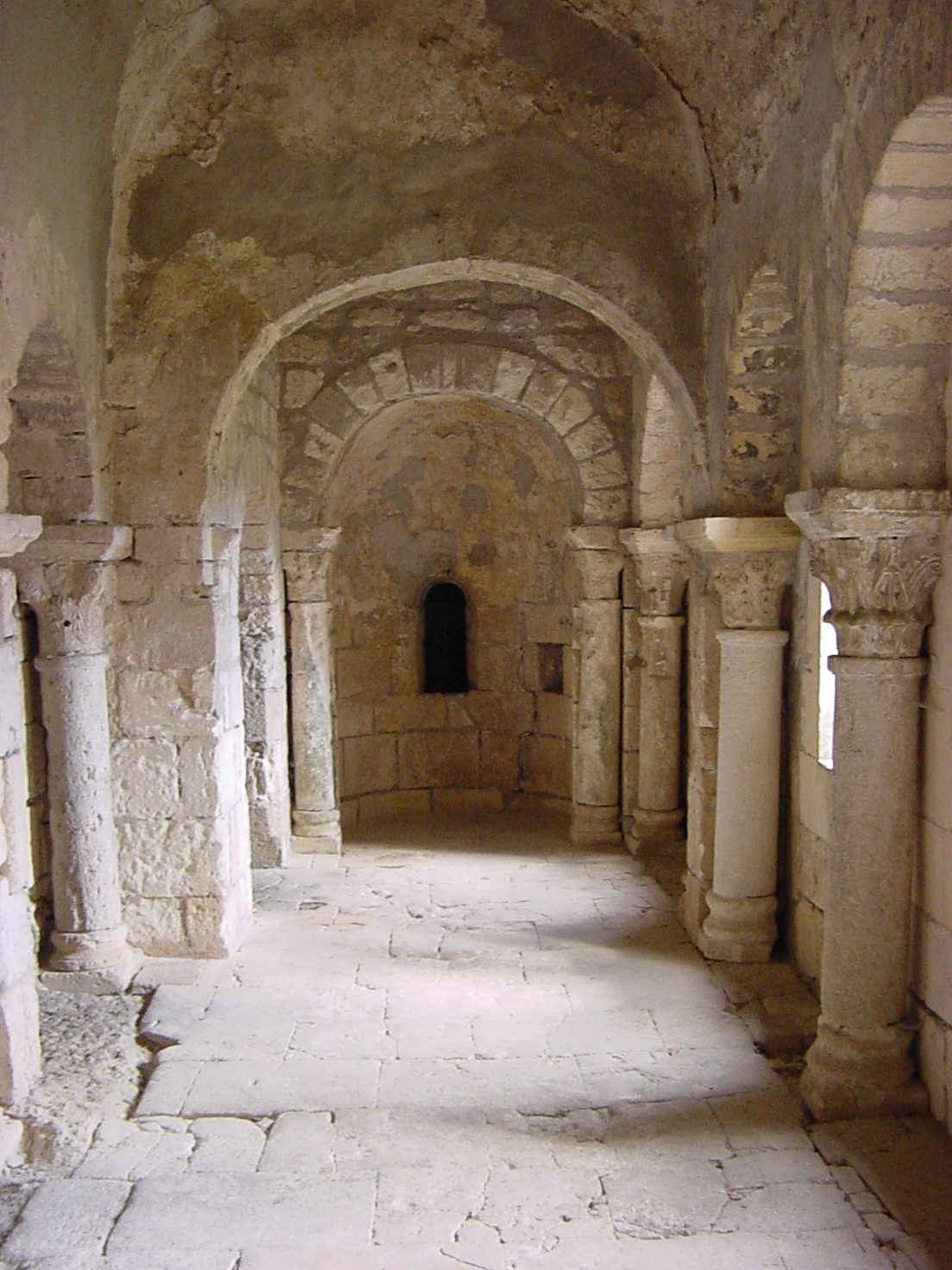
Nave de la Capilla de San Pedro en la Abadía de Montmajour.

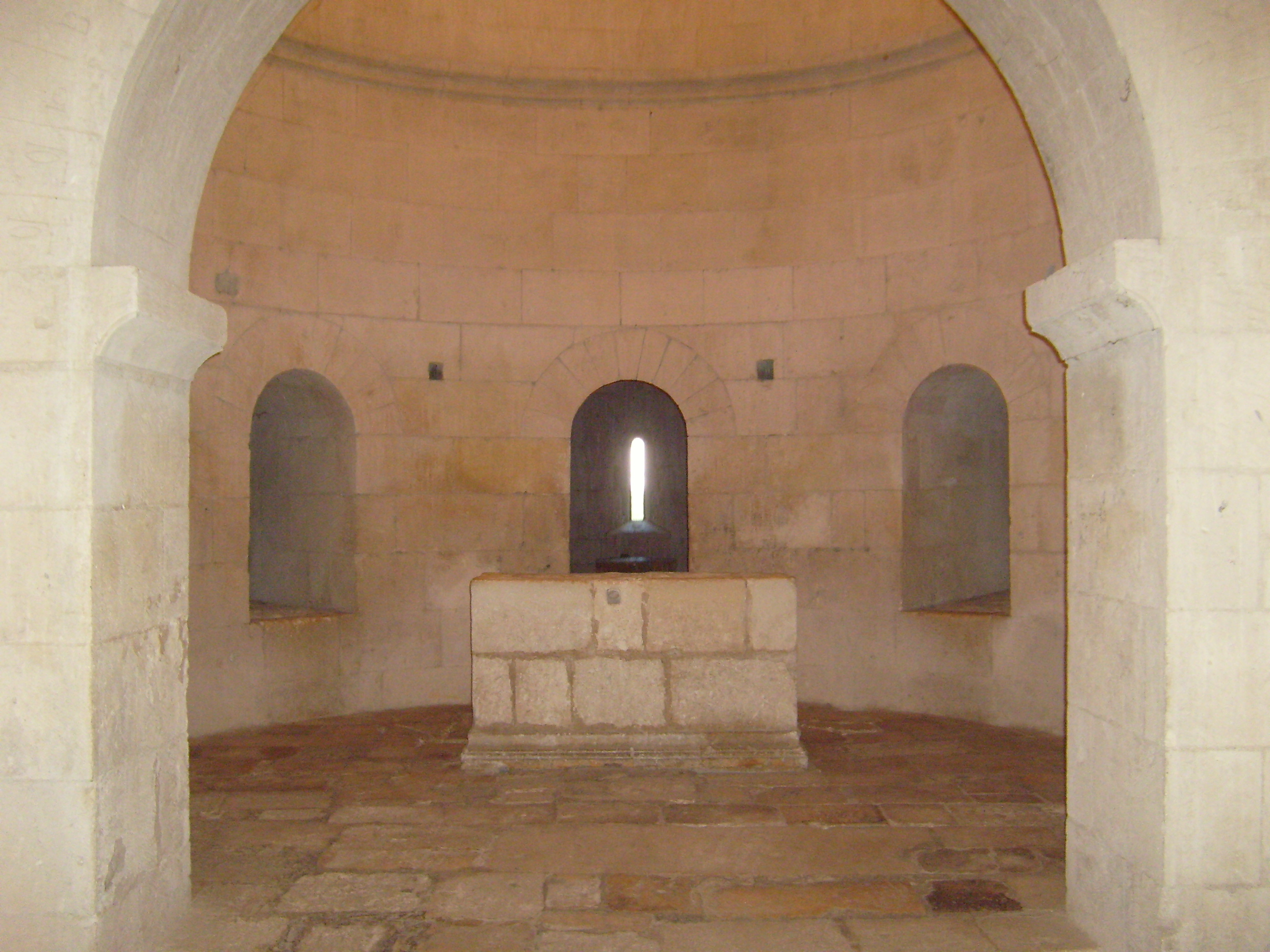
Cripta de St. Benedict Rotunda de la Abadía de Montmajour.

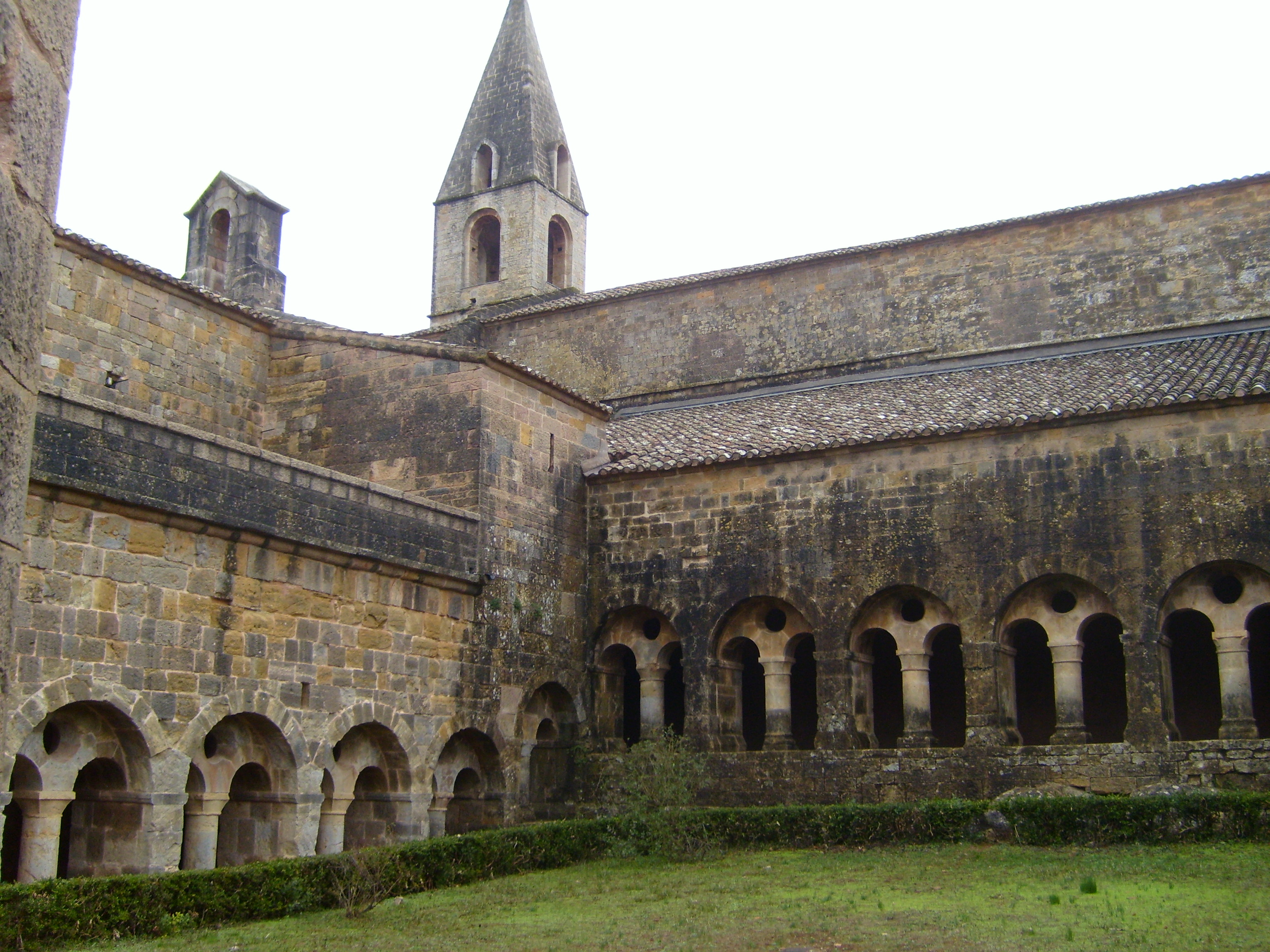
Abadía de Thoronet (1160).

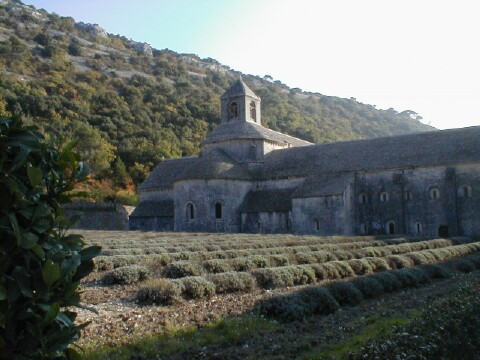
Abadía de Sénanque, cerca de Gordes (1178).

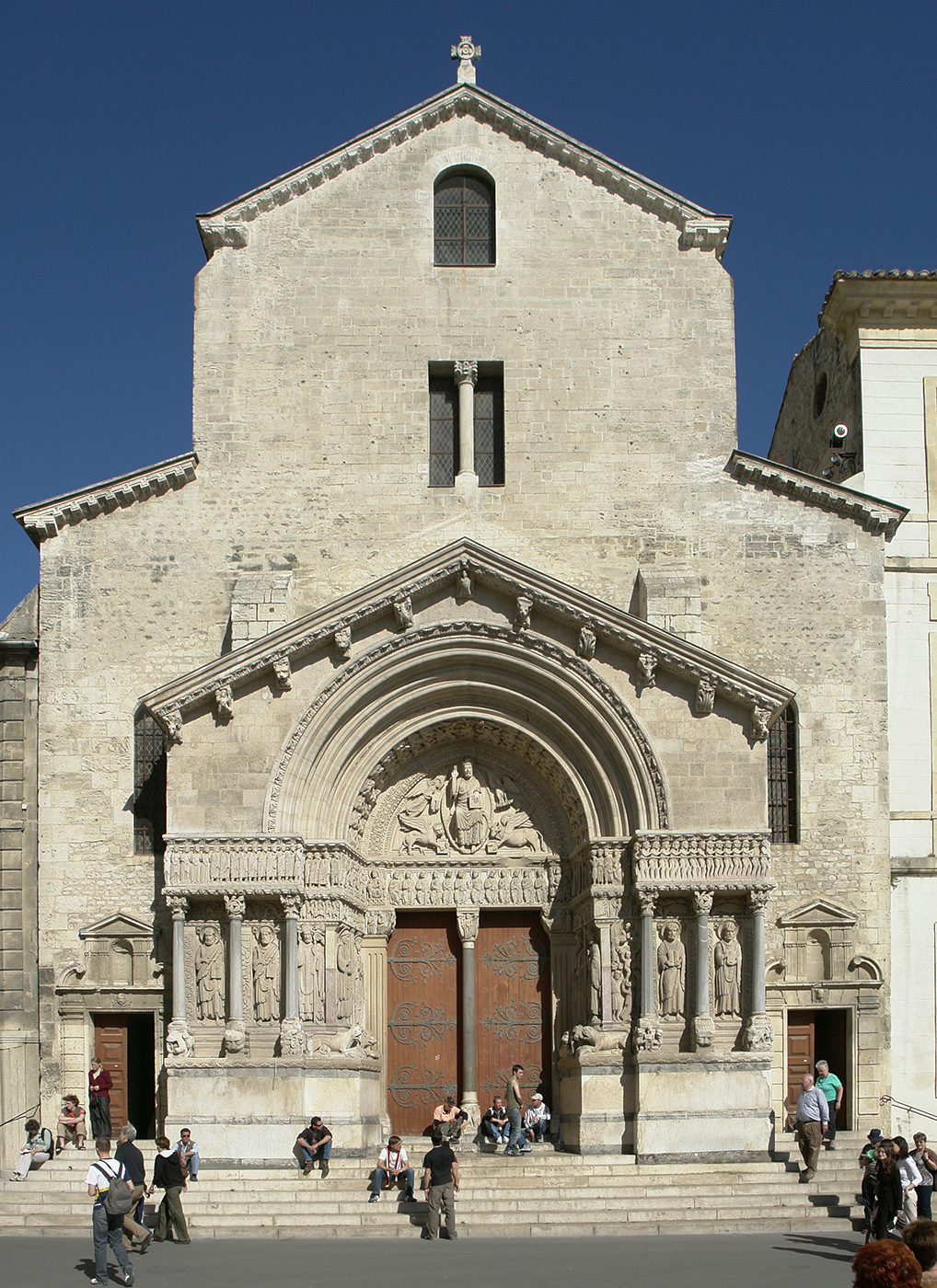
Portal de la Iglesia de San Trophime, Arlés.

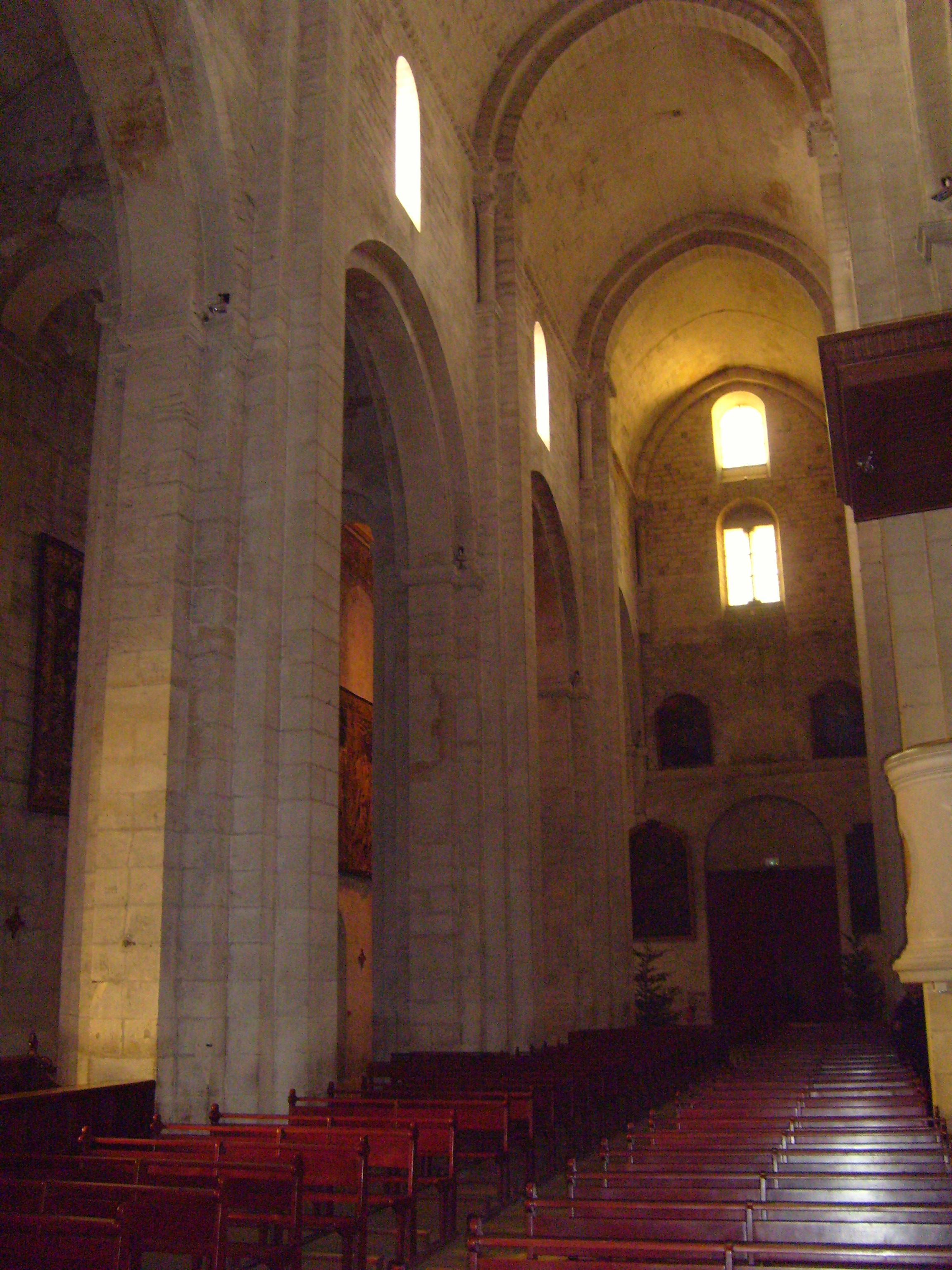
Nave de la Iglesia de San Trófimo (Siglo -

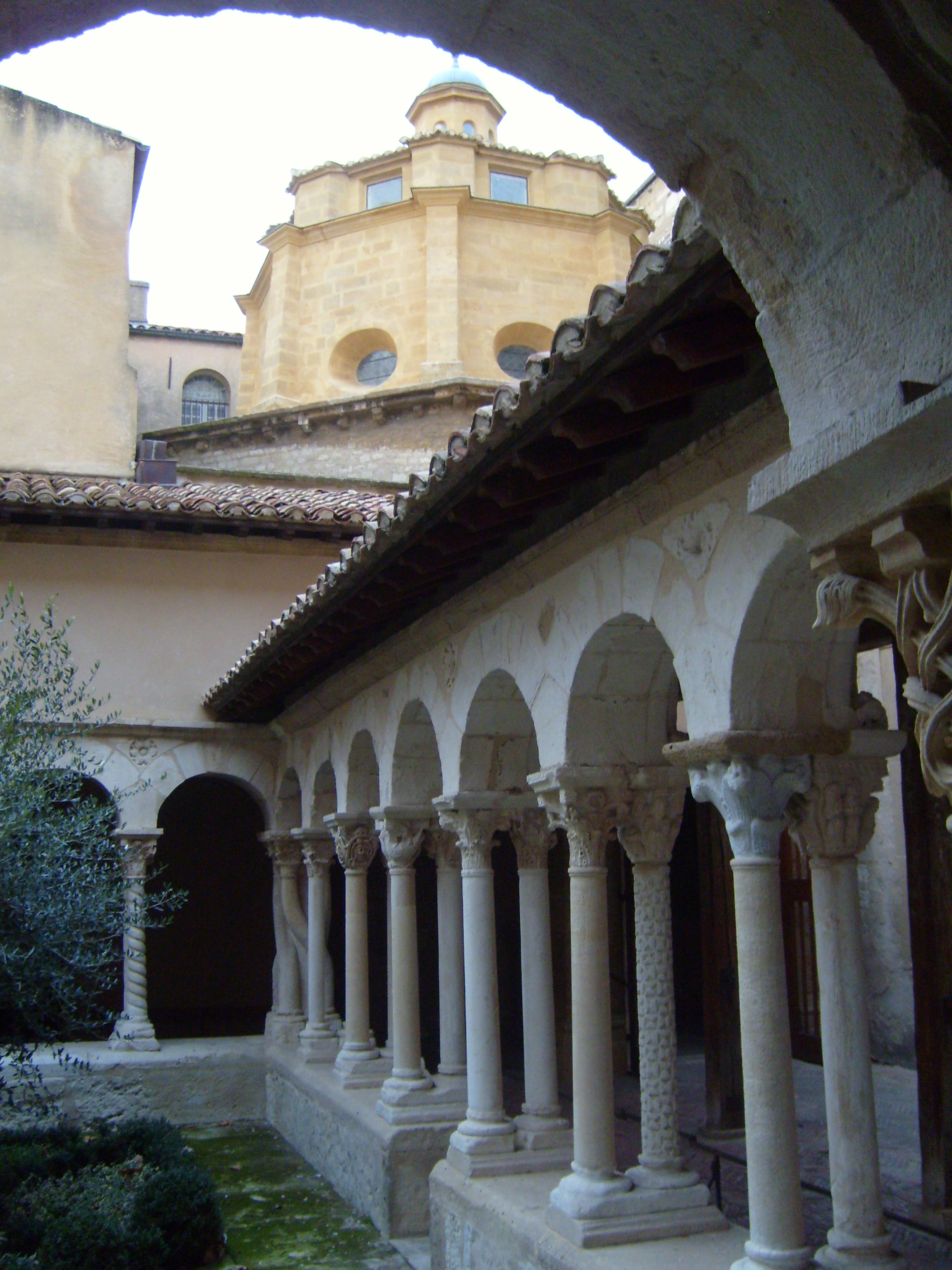
Baptisterio de la Catedral de Aix

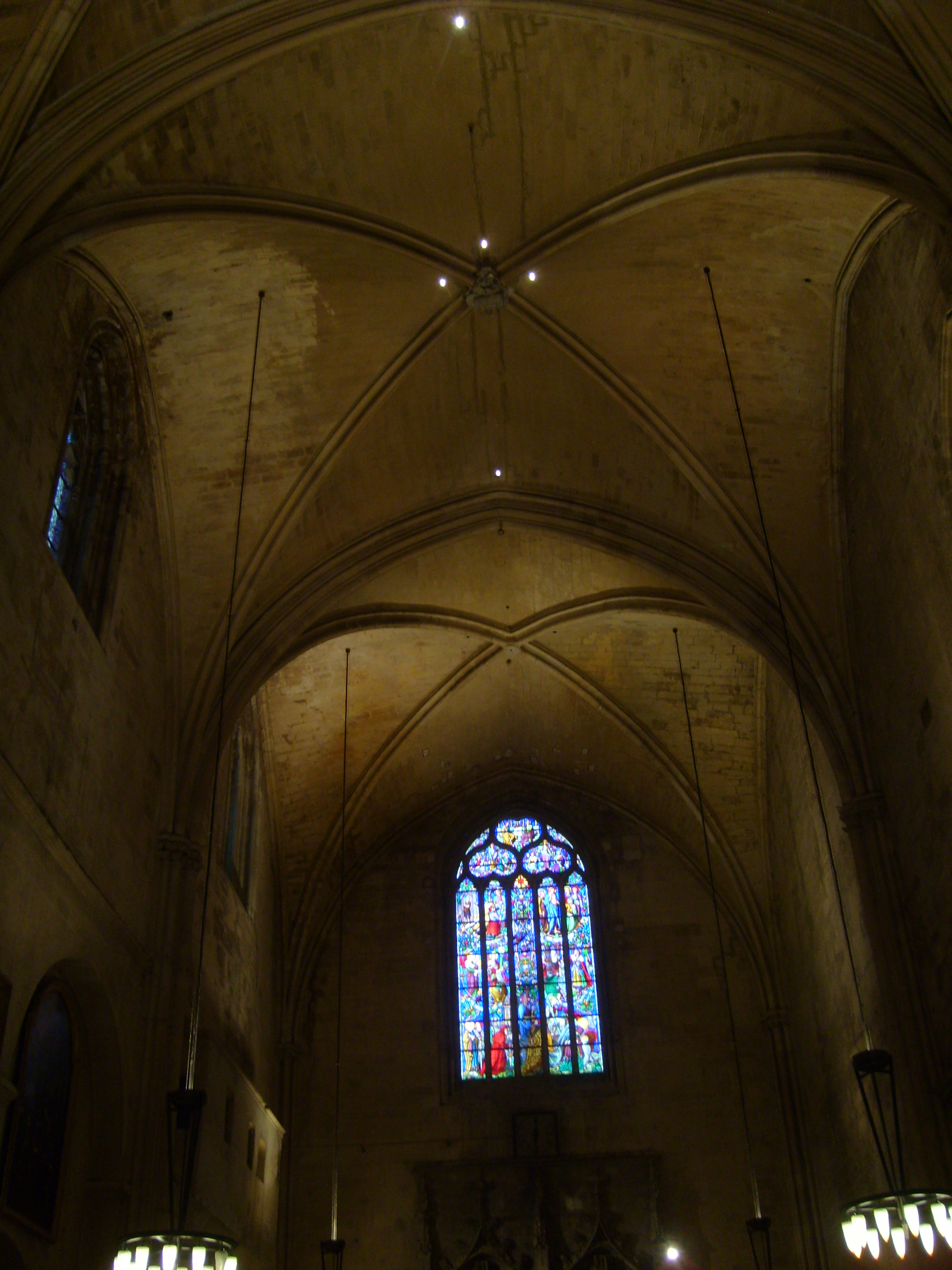
Interior de la Catedral de Aix.

En el  380 dC el cristianismo se convirtió en la religión oficial del Imperio Romano, y las iglesias cristianas, catedrales y monasterios  se fundaron en toda la Provenza.
A veces templos romanos, como el templo de Nimes, se convirtieron en iglesias. A menudo se construyeron iglesias en los emplazamientos de templos romanos o foros (Arlés y Aix-en-Provence) y se utilizaron columnas como las columnas de la pila bautismal en Frejus, y otros elementos de templos romanos.
Muchas de las iglesias fueron construidas en un estilo nuevo, más tarde llamada románico, que combinado elementos arquitectónicos galo-romanos con elementos de un nuevo estilo procedente de Lombardía en Italia. Fue particularmente influido por las nuevas iglesias del estilo  Bizantino en Rávena.
El estilo románico en la Provenza y el valle del Ródano tenía algunos elementos decorativos regionales, tomados de los  galo-romanos, en particular el uso de águilas y bustos, tradicionales antiguos elementos romanos, para decorar las capitales  Corintias.
El Baptisterio de la  Catedral de Saint-Léonce en Fréjus (406-409 dC), construida poco antes de la caída del Imperio Romano, es la más antigua estructura cristiana en la Provenza, y uno de los edificios más antiguos de Francia. El edificio de planta octogonal, de unos siete metros de diámetro, está cubierto por una cúpula de conjunto sobre arcos sostenidos por columnas. En el centro del edificio es una fuente bautismal octogonal 1,3 metros de profundidad y 92 centímetros de largo, lo suficientemente grande como para la persona bautizada que se sumerja en el agua. Fue descubierto en 1925, escondido detrás de modificaciones posteriores a la iglesia, y restaurado.
La Abadía de Montmajour (en francés:Abbaye Notre Dame de Montmajour) es un monasterio benedictina fortificado construida entre los siglos X y XIII en lo que entonces era una isla cinco kilómetros al norte de Arlés, en el departamento  de Bouches-du-Rhône'.
La abadía es famosa por sus tumbas del siglo XI al XIV, talladas en la roca, su cripta subterránea, y su masiva iglesia inacabada. Fue un importante lugar de peregrinaje durante la Edad Media, y en el siglo XVIII era el sitio de una gran Monasterio  maurista, actualmente en ruinas.
En el siglo XII, los monjes de la Orden benedictina se separaron para formar una nueva orden, la cisterciense , que se adhirió estrictamente a las reglas de San Benito. Los monasterios cistercienses se encontraban en remotos valles adyacentes a ríos, se dedicaron a la oración, la meditación y el trabajo manual, y fueron construidos según los principios religiosos para evitar cualquier cosa que pudiera distraer a los monjes de sus oraciones.
La Abadía de Sénanque, fue el primer monasterio cisterciense fundado en Provenza, en 1148. La iglesia fue terminada en 1178. Una pequeña comunidad de monjes todavía vive en la abadía. Los campos de lavanda de la abadía de lo convierten en uno de los lugares más fotografiados de la Provenza.
La Abadía de Thoronet, en un remoto valle cerca de Draguignan, en el departamento de Var, fue fundada en 1160. El claustro es uno de los más antiguos claustros cistercienses que aún existen. Le Corbusier visitó el monasterio en 1953, e imitó el juego de luces y sombras en su convento de Sainte Marie de La Tourette, cerca de Lyon. También influyó en el monasterio moderno de John Pawson en  Novy Dvur, en la República Checa. Thoronet es ahora un museo, abierto al público.
La Abadía de Silvacane fue fundada en 1175, el tercero de los monasterios cistercienses conocida como las Tres Hermanas de la Provenza. Se encuentra junto al río Durance en La Roque-d'Anthéron, entre Aviñón y Aix-en-Provence. Está abierto al público, y es el único de los tres que ya no sirve a un propósito religioso. Alberga prestigiosos festivales de piano y vocales.
La Iglesia de San Trófimo (Trófimo) es un templo católico y ex catedral construida entre el siglo XII y el siglo XV en la ciudad de Arlés, en el Departamento de Bouches-du-Rhône. Las esculturas sobre el pórtico, en particular el Juicio Final, y las columnas en el claustro adyacente, se consideran algunos de los mejores ejemplos de  escultura románica.
La iglesia fue construida sobre el solar de la Basílica de Arlés del siglo quinto, llamada así por San Esteban. En el siglo XV un coro gótico se añadió a la nave románica.
La Catedral de Aix (Cathédrale Saint-Sauveur d'Aix) en Aix-en-Provence, muestra la transición del románico al gótico. Estaba construida sobre el emplazamiento del Foro Romano de Aix de siglo I, y fue re-construido entre el siglo XII y el siglo XIX, incluyendo arquitectura románica,  gótica y elementos neogóticos , así como columnas romanas y piezas del baptisterio de la iglesia del siglo sexto cristiana.

## Arquitectura gótica en Provenza (siglosXII-XIV)

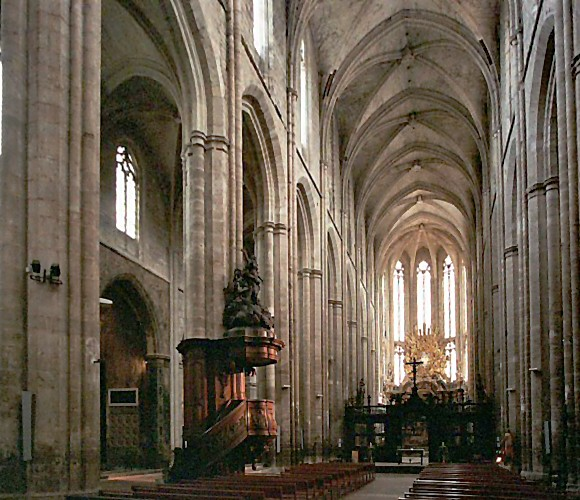
Basílica de Sta. María Magdalena, en Saint-Maximin-La-Sainte-Baume.

El estilo gótico fue creado a mediados del siglo XII con la fachada de la Basílica de Saint-Denis en París, extendiéndose rápidamente a Inglaterra y Alemania, pero no llegó a Provenza hasta finales de los años siglo XIII.
La primera iglesia puramente gótica en Provenza fue la Basílica de Sainte Marie-Madeleine en Saint-Maximin-la-Sainte-Baume, que se inició en 1295. Fue construido para contener lo que se creía que era el sarcófago de María Magdalena, que fue descubierto en una cripta galo-romana  en Saint-Maximin en 1279. La basílica fue consagrada en 1316, pero el Muerte Negra en 1348, que mató a la mitad de la población local, interrumpió la construcción. El trabajo comenzó de nuevo en 1404, y la sexta bahía de la nave, fue finalizada en 1412. El trabajo continuó hasta 1532, cuando se decidió a abandonar la basílica justo cuando estaba, con una fachada oeste sin terminar, y ni tenía porta o campanarios. La iglesia de hoy tiene un ábside principal flanqueado por dos ábsides filiales. La nave no tiene crucero y está flanqueada por dieciséis capillas en los pasillos. En la cripta se muestra lo que se dice que es el cráneo de Santa María Magdalena.
En otras partes de la Provenza, iglesias románicas se convirtieron en iglesias góticas. En Aix-en-Provence, dos nuevas alas del crucero de la Catedral de Aix fueron construidos en el estilo gótico entre 1285-1230 y de la catedral se convirtió bahía por bahía en iglesia gótica, en forma paralela al desarrollo de importancia de Aix. En Arlés, un coro gótico sustituyó al ábside románico de la Iglesia de San Trófimo entre 1445 y 1465.

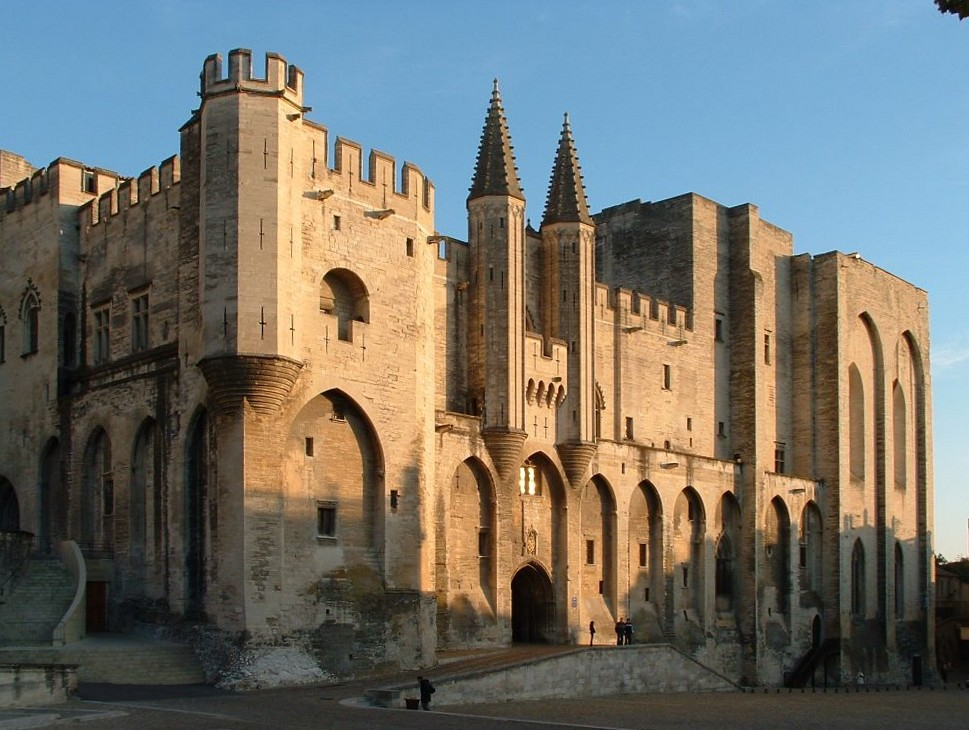
El Palacio de los Papas en Aviñón (1334-1364).

El mejor edificio gótico en la Provenza, y la mayor estructura gótica en Europa, fue el Palacio de los Papas en Aviñón, construido entre 1334 y 1364, durante el breve período desde 1309 hasta 1377 cuando Aviñón fue la sede de la curia papal. Fue uno de los edificios más grandes e importantes de Europa. La construcción fue iniciada por el papa Benedicto XIII, y continuada por sus sucesores. La construcción de 10 acres, el palacio fortificado consumió la mayor parte de los ingresos del papado durante este período. Sirvió como residencia de dos antipapas,  Clemente VII y el  Benedicto XIII, antes de que el  papado finalmente regresara definitivamente a Roma.
Mientras que el exterior del palacio parecía una fortaleza, el interior estaba decorado profusamente con tapices, esculturas, y techos decorados de madera.

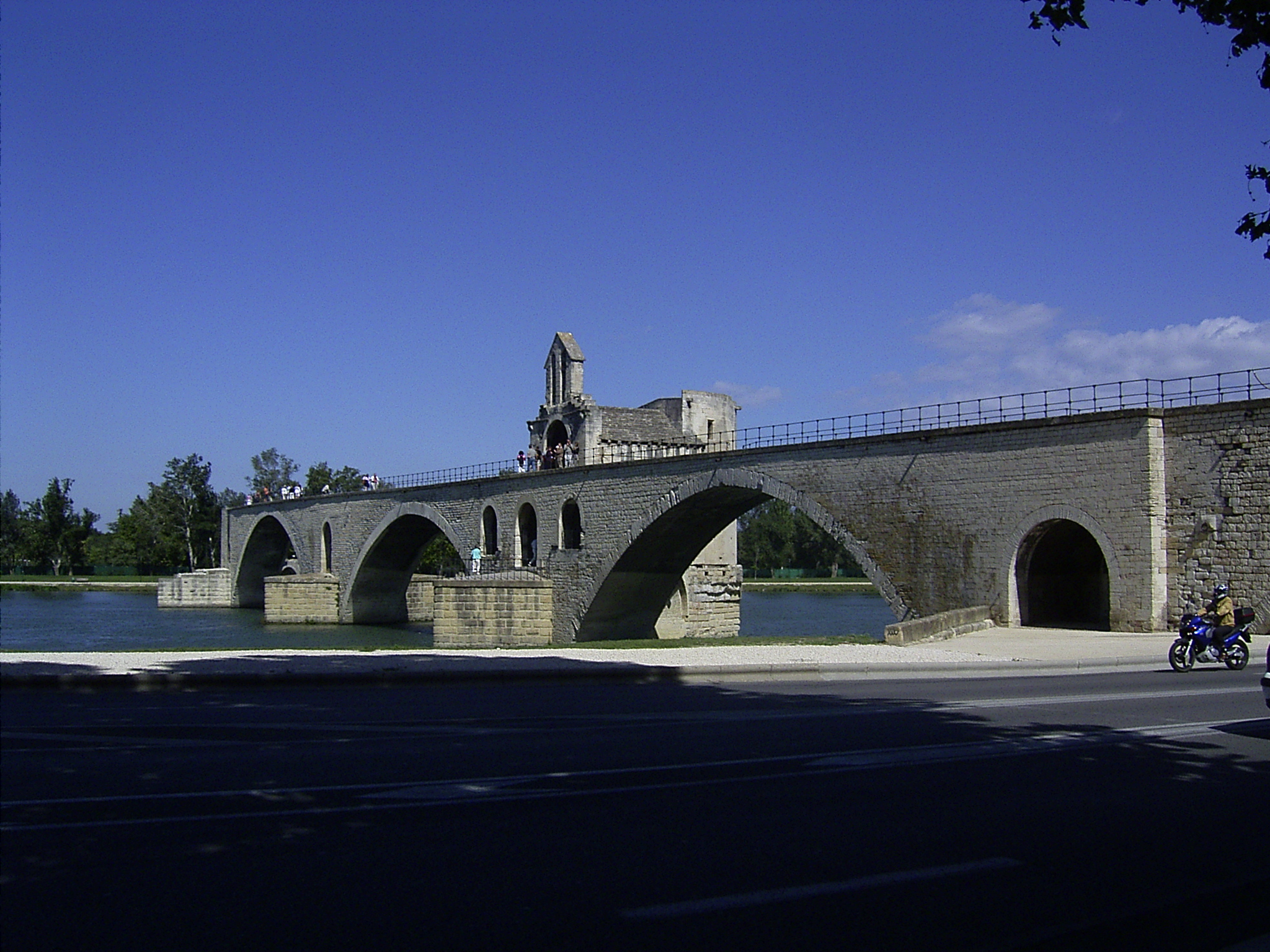
El puente D'Avignon.

El pont d'Avignon, también conocido como Pont Saint-Bénézet, que cruza el Río Ródano entre Aviñón y Villeneuve se convirtió en una de las maravillas del mundo medieval. Los romanos habían construido un puente de madera sobre el Ródano, en el mismo punto, que fue sustituido por un puente de piedra románica construido entre 1177 y 1185. Ese puente, a excepción de cuatro arcos, fue barrido por una inundación en 1226. Un nuevo puente fue construido en el estilo gótico entre 1234 y 1237, de 900 metros de largo, apoyado en 22 arcos. Una capilla a San Nicolás, con dos capillas, una románica y otra gótica, fue localizado en el cuarto arco del puente, donde se recogía donaciones por parte de los viajeros supuestamente al santo.
Durante la Edad Media el puente de Aviñón fue el único puente sobre el Ródano entre Lyon y la desembocadura del Ródano. Se encuentra también en una de las principales rutas de peregrinación, entre Italia y Saint-Jacques-Compostelle.
El puente comenzó a colapsar en el siglo XVII, primero un arco en 1603, luego tres más en 1605. Estos fueron reparados, pero en 1669 una nueva inundación llevó la mayor parte del puente, dejando sólo cuatro arcos.

## Pueblos de las cimas de las colinas (SiglosII-XVII)

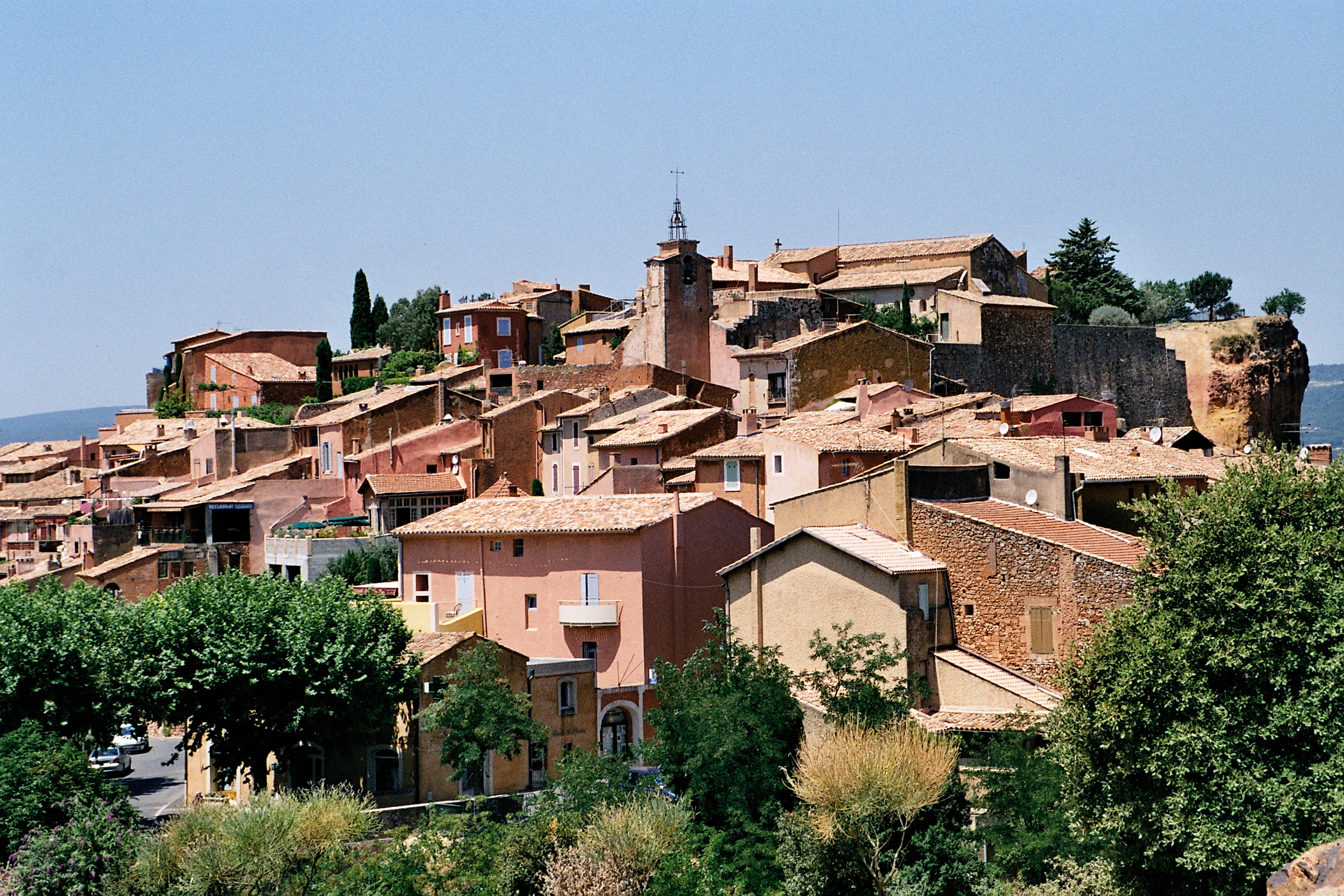
Roussillon.

Como la autoridad romana se derrumbó en la Provenza, la región se inundó con los invasores: visigodos en el siglo quinto, francos en el siglo sexto y árabe s en el siglo octavo, y las incursiones de los piratas bereberes y negreros. El gobierno finalmente pasó a los condes de Toulouse, y los condes de Barcelona (más tarde reyes de Aragón).
Debido a las repetidas invasiones, la arquitectura provenzal fue diseñada para resistir el ataque. Los monasterios fueron rodeados por torres y muros, y la residencia del obispo, incluso en Frejus parecía una fortaleza. Castillos en cimas de colinas rodeadas de ciudades amuralladas se convirtieron en el rasgo característico de la arquitectura de la Provenza. Sólo en el siglo XVII, después de las guerras de religión había terminado y el rey francés había establecido su autoridad, estuvieron los pueblos de la Provenza a salvo de ataques externos.
El pueblo de Roussillon (Vaucluse), en el área de Luberon, cuenta con vestigios de un castillo del siglo X y una iglesia del siglo XI. Es famosa por su piedra rosa y amarillo; en el siglo XVIII, las minas alrededor de la ciudad producían el pigmento para hacer el color ocre.

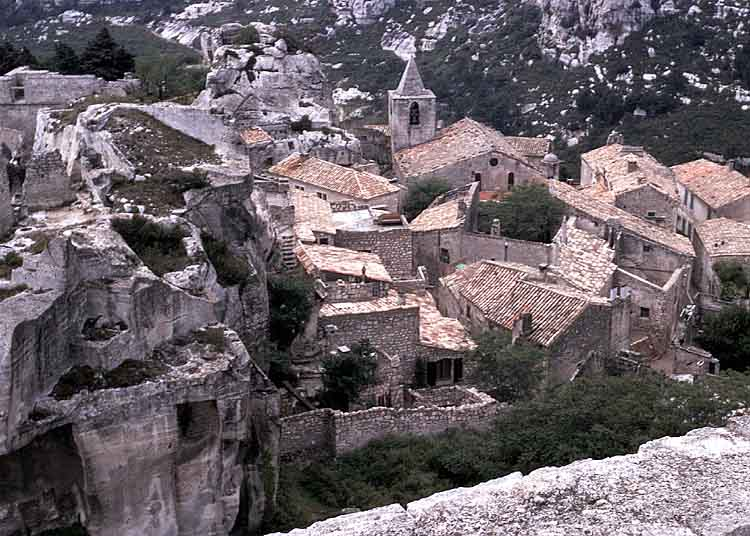
Les Baux-de-Provence.

Baux-de-Provence, sobre una alta colina rocosa en el departamento Bouches-du-Rhône, estaba habitada ya en 6000 a. C. y tenía un fuerte celta en el siglo II. En la Edad Media, los señores de Baux, quienes afirmaban descender de Baltasar, uno de los Reyes Magos de la  Natividad, gobernaron sobre un dominio de 79 ciudades y pueblos. Los condes fueron depuestos en el siglo XII, la última princesa murió en el siglo XV, y la ciudad pasó a formar parte de Francia. En 1632, cuando la ciudad se convirtió en un bastión protestante, el Cardenal Richelieu ordenó que el castillo y murallas de la ciudad fueran destruidas.

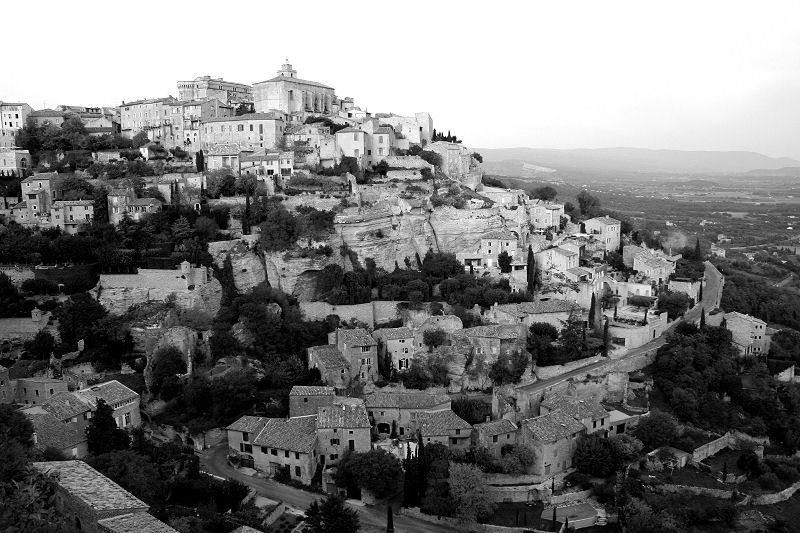
Gordes.

Gordes, en el Vaucluse, fue originalmente una fortaleza cima de la colina de la tribu celta de los Vordenses, a continuación, un fuerte romano vigilando la vía romana entre Carpentras y  Apt. Un castillo fue construido por Guillaume d'Agoult en el siglo noveno el cual dominaba el valle. En el siglo XIII, la ciudad se unió a Saboya en una guerra contra Francia. En el siglo XIV, durante los años de la Guerra de los Cien Años, toda la ciudad estaba rodeada de fuertes murallas. En 1481, después de la muerte de René I de Nápoles, Gordes fue incorporada a Francia.

## Castillos y fortalezas (siglosXV-XVI)

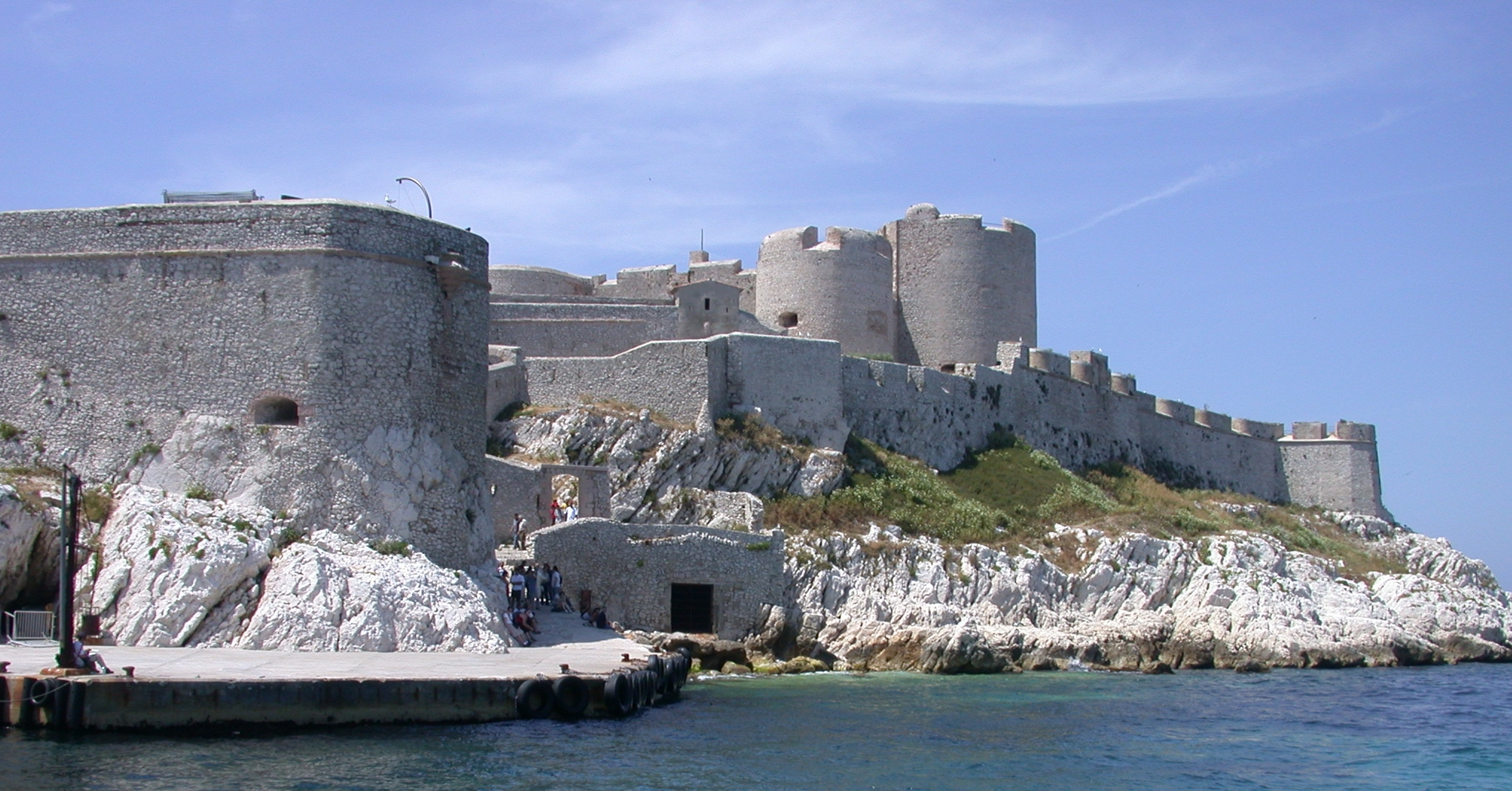
El Chateau d'If (1527-1529).

Después de que Marsella fuera anexada a Francia por  Francisco I en 1481, el  Château d'If (1527-1529) se construyó sobre una de las islas del archipiélago de Frioul, en la bahía de Marsella, para proteger la ciudad contra los ataques desde el mar. Se convirtió pronto en una prisión; Durante las Guerras  de la Religión (1562-1598) se internaron unos 3500 hugonotess, o en francés presos protestantes. Es más conocido como la cárcel de la ficción del  Conde de Monte Cristo de Alejandro Dumas, padre.

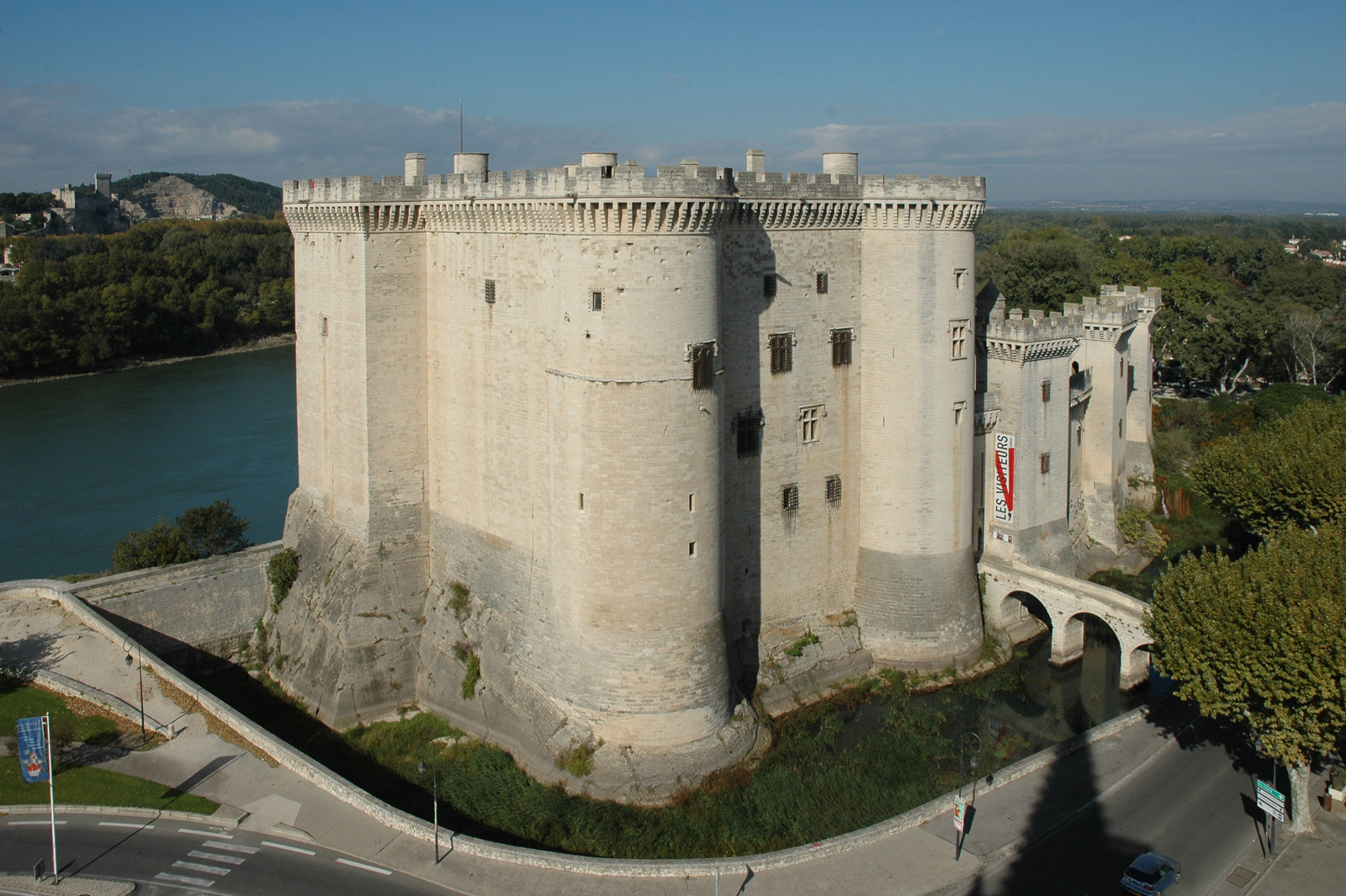
El Castillo de Tarascon.

El castillo de Tarascón, en el departamento de Bouches-du-Rhône, se inició en 1400 por  Luis II de Anjou, y fue terminado por su hijo, René.

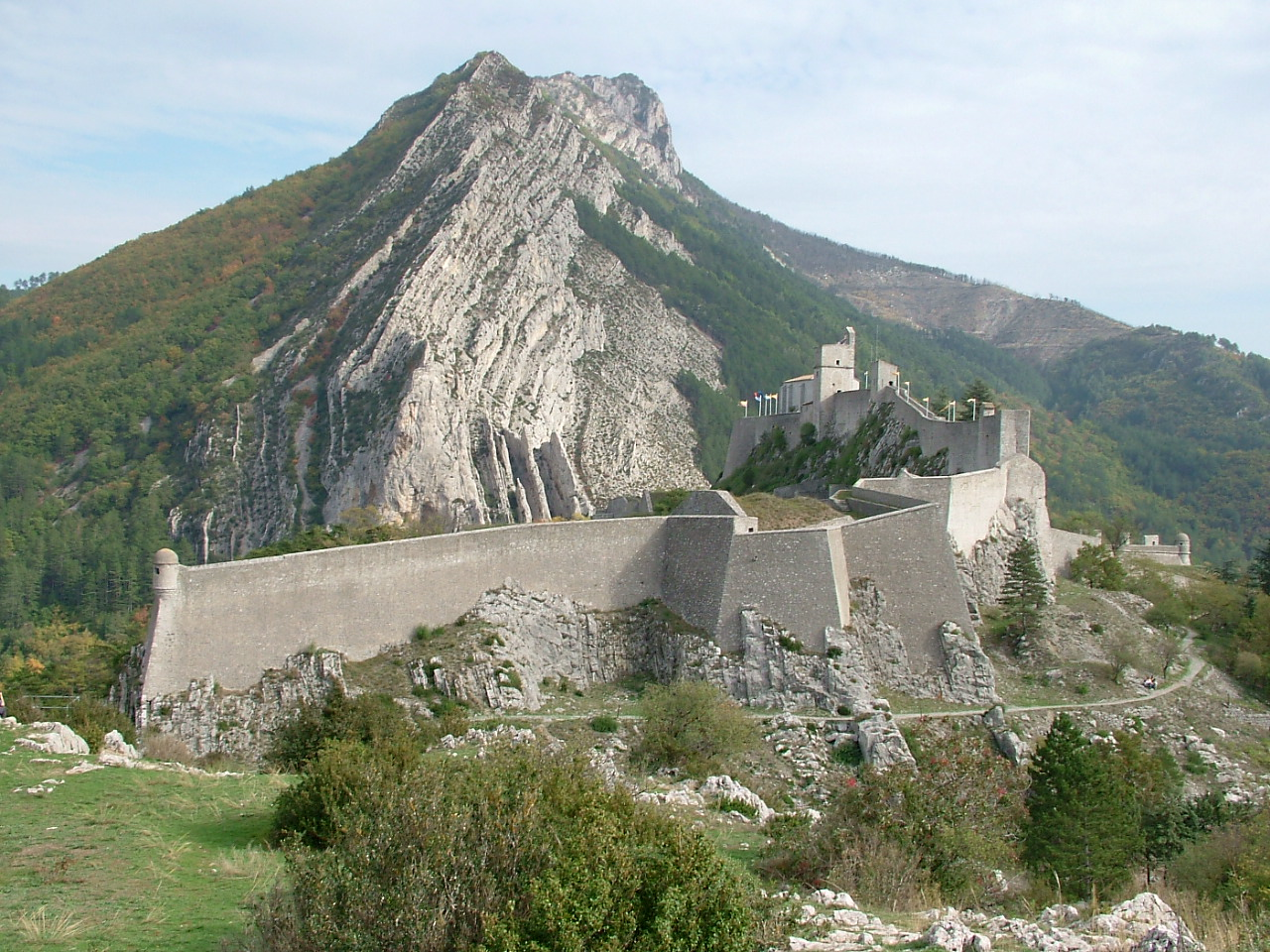
La ciudadela de Sisteron (1590-97).

La ciudadela de Sisteron, fue construida sobre un espolón rocoso que domina el río Durance en la ruta estratégica a través de los Alpes al  Mediterráneo. Un fuerte romano y un castillo feudal primero ocuparon el lugar. Luego, desde 1590 hasta 1597, Jean Erard, el arquitecto militar del rey Enrique IV, construyó un nuevo tipo de fortificación diseñado para derrotar a los ejércitos con cañones y armas modernas. Ofreció muros dispuestos en un patrón de diente de sierra de los bordes y salientes, por lo que todas las partes de la pared podría ser cubierta por los disparos, las terrazas y zanjas enlentecian el acercamiento a los ejércitos que se aproximaban, y las paredes interiores y puertas fortificadas para subdividían la fortaleza y evitaban que los atacantes la capturaran toda en un solo ataque. Muchas de estas características se han adaptado y mejorado un siglo después por el arquitecto militar Vauban.

## La época de Luis XIV en Provenza (sigloXVII)

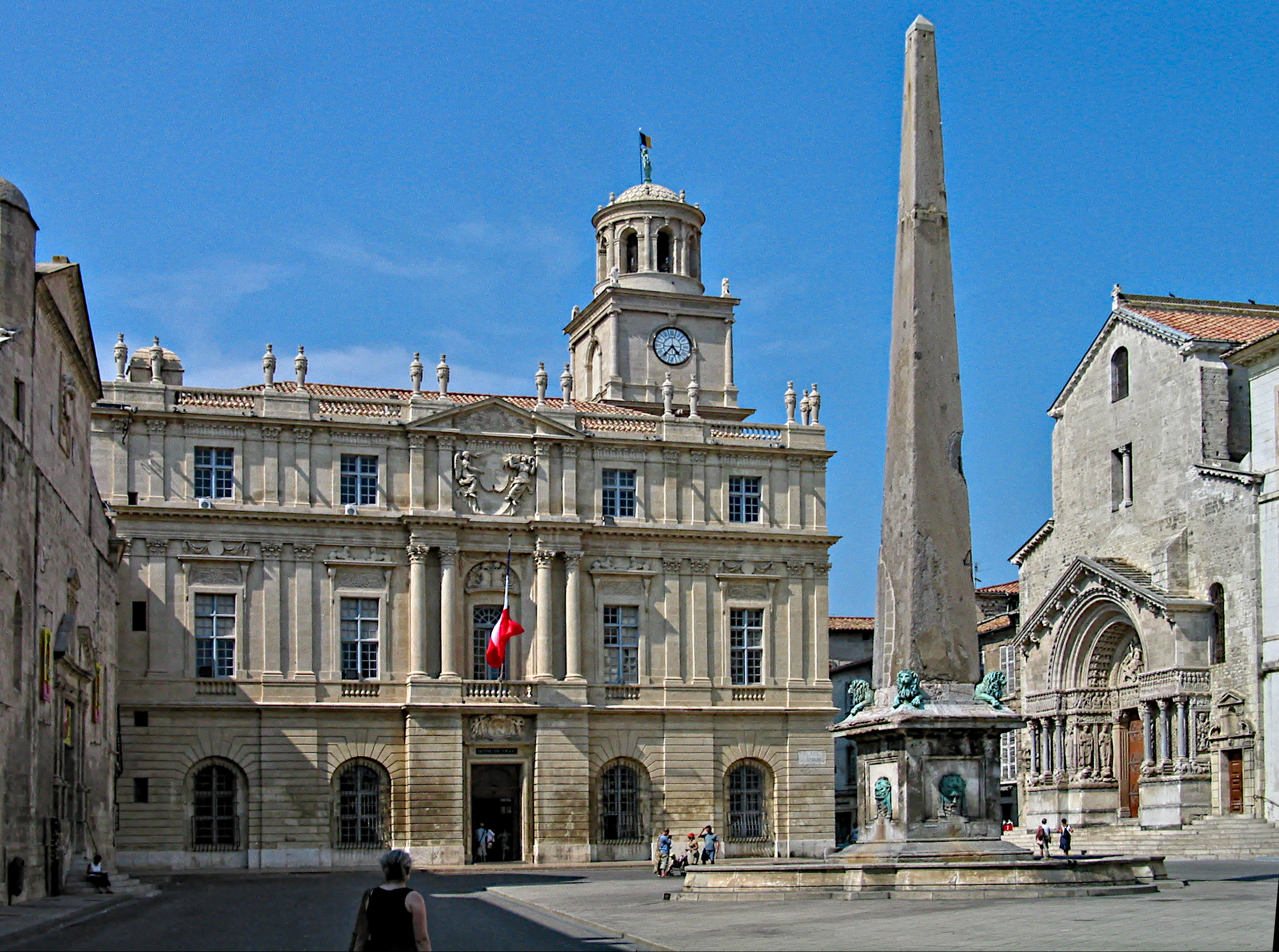
El Hotel de Ville y la Place Republique en Arlés (1675).

La época de  Luis XIV en la Provenza se caracterizó por un aumento de la prosperidad, después de las guerras destructivas de la religión en el siglo anterior. Los ciudadanos de Arlés construyeron un nuevo Hotel de Ville, diseñado por el arquitecto de Arlés Jacques Peytret, con la ayuda de Jules Hardouin-Mansart, la cual tiene un gran patio central con una bóveda perfectamente lisa, sin una columna central, con el apoyo en su totalidad por las piedras que con cuidado se unieron descansando en finas columnas dóricas. El Hotel de Ville simbolizaba el aumento del poder de la burguesía de las ciudades francesas. y mostró que la arquitectura civil puede ser tan bella y poderosa como la arquitectura religiosa o palaciega real.

## Estilo Segundo Imperio (sigloXIX)

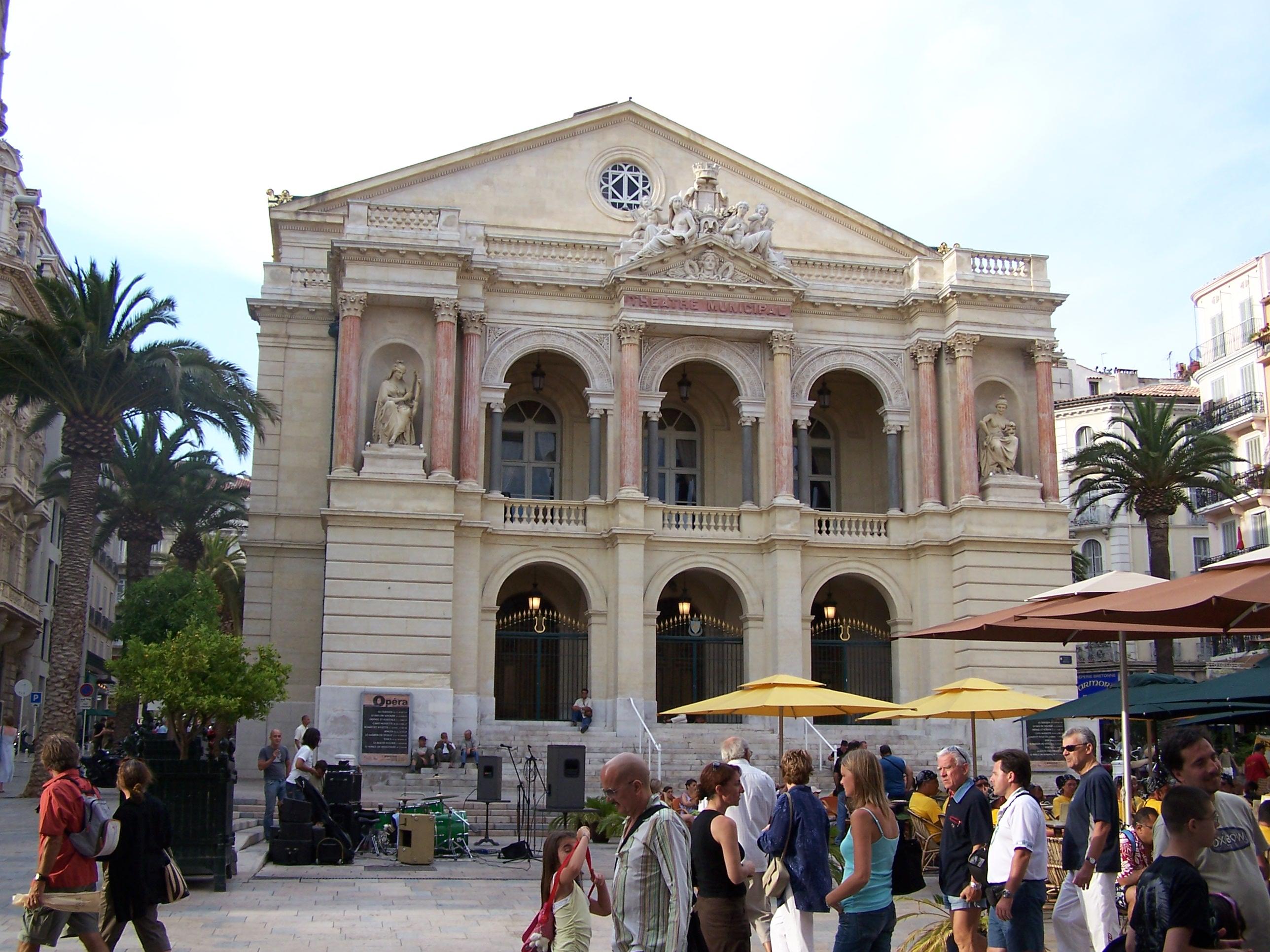
La Casa de la Ópera en Tolón (1862).

El Ópera de Tolón, construida en el estilo extravagante  francés del Segundo Imperio, se inició en el momento mismo que la  Ópera de París de Charles Garnier, e ilustró la importancia de Tolon como la base principal de la Marina francesa. El arquitecto fue León Feuchères. La construcción se inició en 1860, y abrió en 1862. Contaba con una acústica excepcional y asientos para 1800 espectadores, lo que, después de París, la segunda más grande ópera de Francia.

## Estilo neobizantino (sigloXIX)

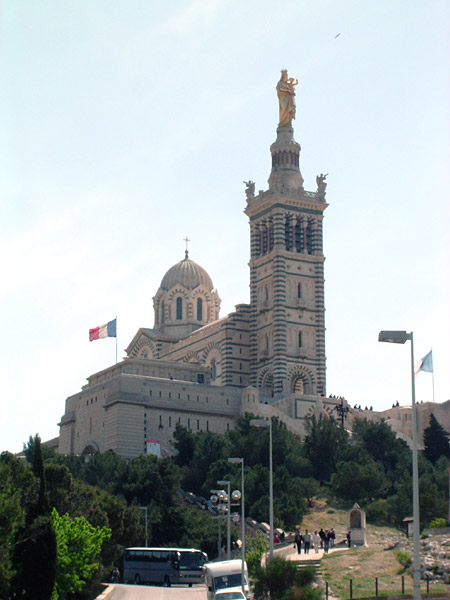
La Basílica de Notre-Dame de la Garde en Marsella (1853-1864).

La Basílica de Notre-Dame de la Garde en Marsella fue construida entre 1853 y 1864 en el punto más alto de la ciudad en el estilo neobizantino. Se terminó diez años antes de su famosa hermana, la  Basílica del Sacre Coeur de París, fuera comenzada. Fue diseñada por el arquitecto Henri-Jacques Espérandieu. La característica principal de la iglesia es un campanario de 60 m, con una estatua de la Virgen y el Niño, visibles desde kilómetros mar afuera.

## Arquitectura rural en Provenza
La arquitectura rural de la Provenza cuenta con dos tipos distintos de casas rurales, la "Mas" y la "Bastida".
Una "Mas" es una unidad económica en gran medida autosuficiente, lo que podría producir frutas, verduras, carne, leche, e incluso seda La casa fue construida generalmente de piedra local con un tejado inclinado romana, y era un largo rectángulo, dos o tres pisos de altura, con la cocina y el espacio para los animales en la planta baja y habitaciones, espacio de almacenamiento para la alimentación y, a menudo un espacio para cultivar los gusanos de seda en el primer piso. Cuando las familias se hicieron más grandes, los "mas" se extenderían a hacer nuevas habitaciones. El "mas" casi siempre se enfrentan al sur, para proporcionar una protección del Mistral y tenía pocas ventanas, muy pequeñas, para protegerse del calor del verano y para mantener el calor en invierno.
Una bastida era la casa de un campesino rico, y por lo general estaba en la forma de un cuadrado, con un patio interior. En los siglos 19 y 20 muchas bastidas fueron ocupadas por residentes de la ciudad rica de Marsella.

## Le Corbusier en Provenza (sigloXX)
La Unité d'Habitation en Marsella, también conocido como la Cité Radieuse, diseñada por el arquitecto Corbusier en 1946-1952, se convirtió en uno de los edificios más influyentes del siglo XX. Construido de hormigón sin terminar (el acero no estaba disponible debido a la guerra), tenía 19 pisos con 330 apartamentos de veinte diseños diferentes, cerca de tiendas, un restaurante, un hotel, una clínica, instalaciones deportivas, una terraza en la azotea, un auditorio al aire libre y un jardín de infantes. Se suponía que debía ser "una máquina para vivir", con todo lo necesario bajo un mismo techo. Corbusier construyó cinco versiones de la Unité d'Habitation, e inspiró a los edificios similares en otras partes de Francia, Alemania y en Gran Bretaña, y se convirtió en un modelo para los edificios de apartamentos nuevos proyectos de vivienda pública en la década de 1950. Fue elogiado y criticado como el primer ejemplo de arquitectura brutalista.
Otros edificios de Le Corbusier en la Provenza:
- Cabananon en Roquebrune-Cap-Martin de 1952. Corbusier durmió varias veces en la Villa E 1027 en Roquebrune-Cap-Marín, y fue comisionado en 1952 por Thomas Rebutato, el dueño de un restaurante local, para construir una cabaña junto a la playa, o Cabanon. Estaba limitada a 16 metros cuadrados, hecha de troncos de madera y madera contrachapada, yestaba amoblada sólo con un sofá, una mesa, y un fregadero. Fue parte del esfuerzo Corbusier por estandarizar todos los géneros de la arquitectura. Más tarde se añadió una pequeña oficina junto a la cabina.[13]

## Arquitectura moderna en Provenza (sigloXX)
Edificios notables del siglo XX en Provenza incluyen:

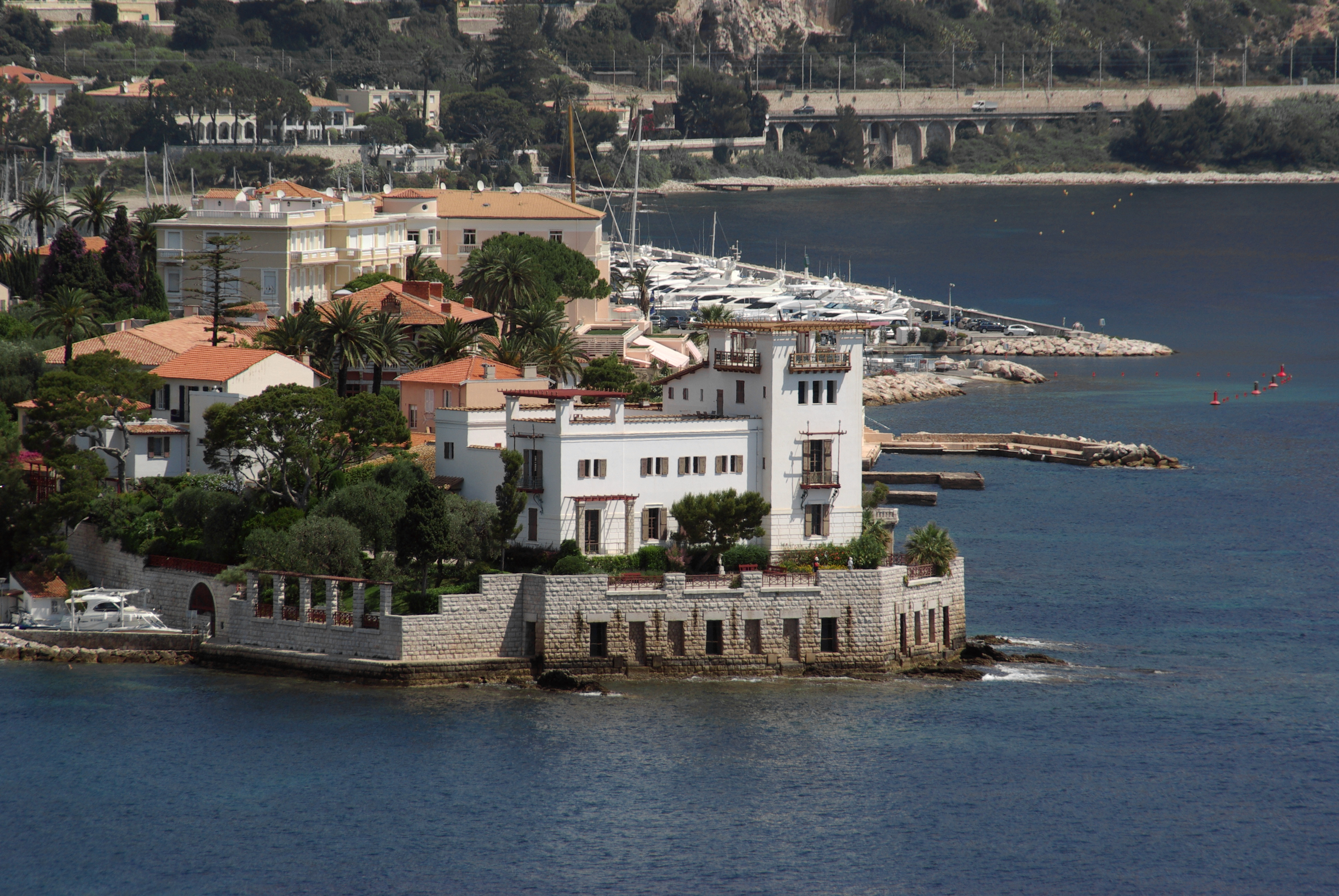
La Villa Kerylos, una versión moderna de una antigua villa griega, cerca de Beaulieu-sur-Mer (1903-1908).

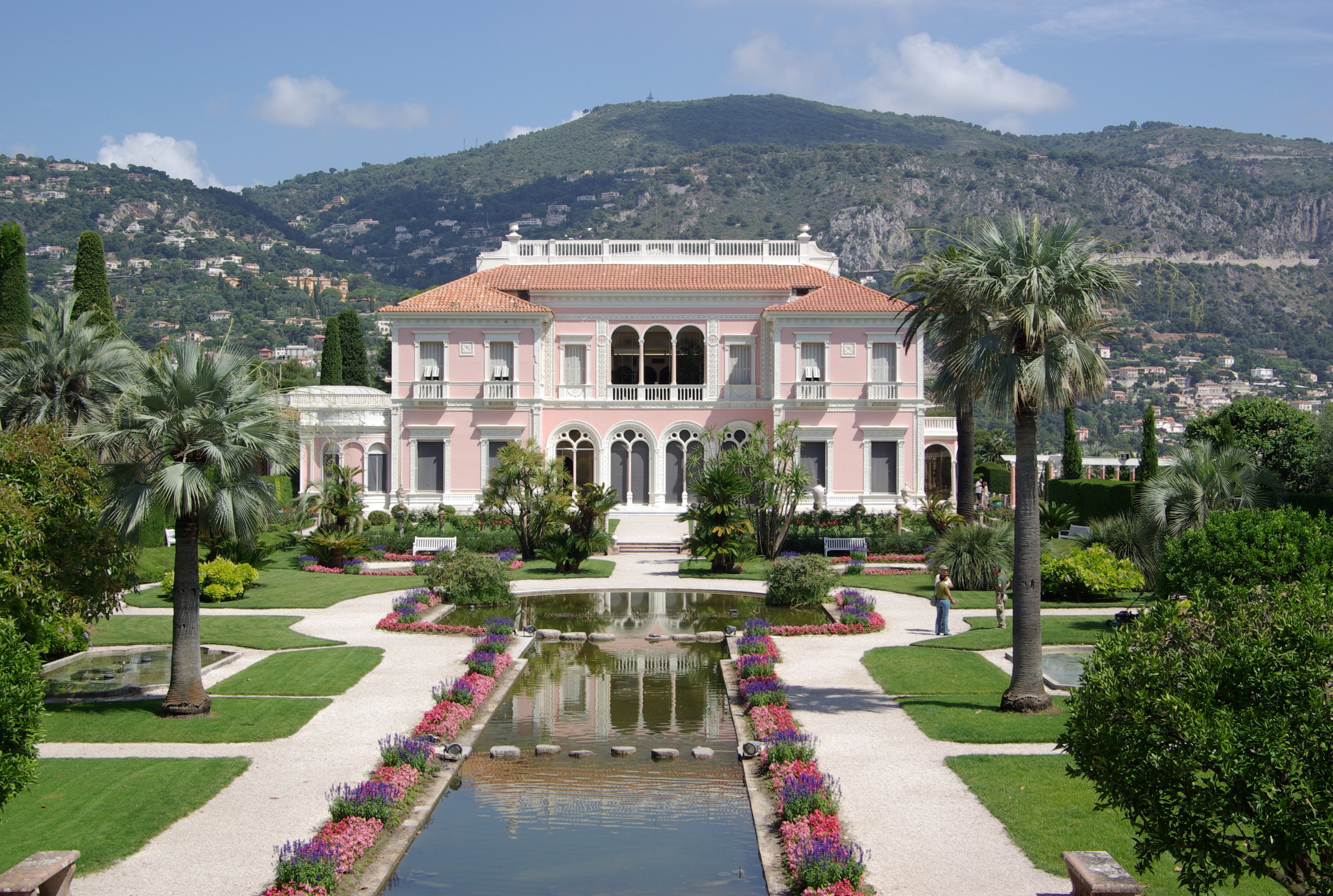
Villa Ephrussi de Rothschild y jardines St. Jean Cap Ferrat (1911-1912).

- The Archives d'Outre Mer (Aix-en-Provence, 1996), arquitectos Thierry Lacoste, Antoinette Robain
- Villa Bloc (Antibes, 1961), arquitecto André Blocy Claude Parent
- Musee d'Arles Antique (Arlés, 1995), arquitecto Henri Ciriani
- Rotonde des locomotives, (Aviñón, 1946), arquitectos Paul Peirani, Bernard Lafaille
- Eglise Saint-Joseph-Travailleur (Chamfleury, 1967-69) arquitecto Guillaume Gillet, Charles André
- La Citadelle (Bagnols-sur-Ceze, 1956-1961), arquitectos Georges Candilis, Alexis Josic, Shadrach Woods, Guy Brunache, Paul Dony
- Villa Kerylos, Beaulieu-sur-Mer, (1903-1908), arquitecto Emmanuel Pontremoli
- Hotel Carlton, Cannes, (1909-1913), arquitecto Charles Dalmas, Marcellin Mayère
- Villa Vent d'aval, Grimaud, Var, 1928-1950, arquitecto Pierre Chareau
- Centre de recherche IBM, La Gaude, (1960-1962)- arquitecto Marcel Breuer
- Villa Seynave, Grimaud, Var (1961) arquitecto Jean Prouvé
- Port-Grimaud, Grimaud, Var, (1963-1972, François Spoerry
- Villa de Noailles, Hyères, (1923) Robert Mallet-Stevens
- La Tourette, Marseille, (1948-1953) arquitectos Fernand Pouillon, René Egger
- Immeuble-facade du Vieux-Port, Marsella (1949-1954), arquitectos Fernand Pouillon, André Devin, André LeConte, Auguste Perret
- La Brasilia, Marsella, (1957-1967) arquitecto Fernand Boukobza
- École Nationale de Danse, Marsella (1992) arquitecto Roland Simounet
- Hotel du département, Marsella, (1993) arquitectos William Alsop, John Lyall
- Théâtre des Salins, Martigues, (1995), arquitectos Vincent Speller, Xavier Fabre, Marino Narpozzi
- Le Negresco, Niza, (1911-1913), arquitecto Édouard-Jean Niermans
- Eglise Sainte-Jeanne-d'Arc, Niza, (1922-1933), arquitecto Jacques Droz
- Musée des Arts asiatiques, Niza ((1998), arquitecto Kenzo Tange
- Espace Clodius, Orange, (1997), arquitectos Michel Seban y Elisabeth Douillet
- Villa Ephrussi de Rothschild, también conocida como Villa Ile-de-France, en Saint-Jean-cap-Ferrat, (1911-1912) arquitecto Aaron Messiah
- Fondation Maeght, Saint-Paul-de-Vence, (1960-1964), arquitecto Josep Lluís Sert
- Villa E 1027, Roquebrune-Cap-Martin, (1926-1929), arquitectos Eileen Gray y Jean Badovici
- Latitude 41, Saint-Tropez (1932-33), arquitecto Georges-Henri Pingusson
- Villa Dollander, Saint-Clair, (1949-1951, arquitectos Henri Prouvé y Jean Prouvé
- Estadio de Vitrolles (1994), arquitecto Rudy Ricciotti
- Eglise-mairie, Valbonne, 1988-1989, arquitectos Pierre Faroux, Bruno Keller
- Port-la-Galère, Théoule-sur-Mer, (1968-1979) arquitectos Jacques Coüelle, Kandjian, Léopold Vitorge construyeron el conjunto habitacional bajo los principios de la arquitectura orgánica. La implantación y trazado dentro del terreno escarpado hacia el mar, sus formas "clusters" y colores se mimetizan con la naturaleza conformando un todo orgánico. Cada elemento constitutivo es único, respetando la diversidad de diseños dentro de la unidad del conjunto. El arte con sus formas escultóricas y orificios enmarcando el paisaje producen una sensación lúdica y de placer. "hombre, naturaleza, sociedad y cultura" han sido las premisas del proyecto. Es de destacar que los materiales empleados son sencillos, el diseño de cada elemento los jerarquiza. // En terreno lindero, dentro del predio, el ingeniero naval y "habitólogo" Antti Lovag, formado en la disciplina del hábitat evolutivo, construyó "Le Maison Bulle" o casa burbuja: compuesta de una sucesión de burbujas habitables y deformables.// El Complejo fue declarado PATRIMONIO NACIONAL DE FRANCIA por la Comisión Regional de Patrimonio y Sitios CRPS 28-11-2000.

## SigloXXI

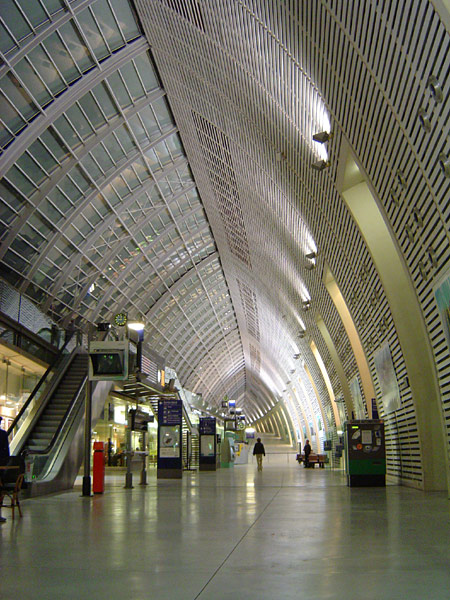
Interior de la estación de TV del Aviñón TGV.

La estación Aviñón del TGV  es una estación de los trenes de pasajeros nuevos, de alta velocidad en el sureste de Francia, construidos sobre la LGV Méditerranée inaugurados en 2001. Fue diseñado por el gabinete de arquitectura de la SNCF bajo la dirección de Jean-Marie Duthilleul y Jean-François Blassel. Sus arcos góticos hacen eco de los símbolos más famosos de Aviñón como el Palacio de los Papas (véase más arriba).